# 超プロ野球 ULTRA
『超プロ野球 ULTRA』（ちょうプロやきゅう ウルトラ）は、1985年から毎年12月上旬に大阪城ホールにて開かれる読売テレビ・日本プロ野球選手会主催の有料イベント。イベントの模様は、翌年1月に、読売テレビ制作の特別番組として日本テレビ系列で放送されている。

## 概要
日本野球機構（NPB）のセントラル・リーグ（セ・リーグ）とパシフィック・リーグ（パ・リーグ）全12球団を代表する選手が、大阪城ホールでさまざまな競技に挑戦した公開収録イベントの模様をダイジェストで放送。一般向けに観覧チケットを発売したうえで、NPBオフシーズン初頭の12月上旬に収録している。
1985年に『プロ野球12球団インドア競技大会』（プロやきゅうじゅうにきゅうだんインドアきょうぎたいかい）という名称で、NPBの球団と日本プロ野球選手会に所属する日本人のプロ野球選手の運動会を中心に開催。1990年から『プロ野球オールスタースポーツフェスティバル』と改称するとともに、各球団から3名ずつ参加した選手がオリジナリティの高い競技に挑戦するほか、プレー以外の一面をテーマトークなどで披露するスポーツバラエティ番組へリニューアル。競技では、優勝チームのほかに、敢闘賞と最優秀選手賞を1名ずつ選んでいるほか、受賞者や優勝チームの選手に冠スポンサーから商品を贈呈している。
2007年度（2008年）放送分より、地上デジタル放送で番組連動データ放送を実施している。
2014年度（2015年1月4日放送）に30周年を迎えたのを機に、大会名を『プロ野球No.1決定戦!バトルスタジアム』へ改称。後述するように競技や企画も一新した。
2020年度には、2020年12月3日に大阪城ホールでの公開収録を予定していたが、9月23日に有料興行（イベント）としての開催を中止することが発表された。2020年初頭からの新型コロナウイルス感染拡大の影響で、大量の集客を伴う屋内イベントの開催自体が困難な状況にあるほか、NPBレギュラーシーズンの開幕延期に伴う日程の再編成によって日本シリーズが11月末まで組まれたことによる。当初は競技を伴わない代替番組の制作も計画されていたが、競技の単純化、参加選手を各球団から1名のみと絞り込み、無観客での開催などを条件に、12月17日に京セラドーム大阪で収録を実施。2021年1月10日に放送された。
2021年度の開催（2021年12月6日）に際しては、大阪城ホールを2年振りに使用。ホール内への観客の入場を条件付きで認めたうえで、有料興行を再開した。2022年度にも、『超プロ野球 ULTRA』という名称で12月5日に有料興行と収録を実施。
『インドア競技大会』時代にはローソン、『スポフェス』時代は1990年度から2000年度までエースコック、2001年度から2020年度開催分まで大和ハウス工業が冠スポンサーに付いていた。2021年度から、「プロ野球を超えていけ!」というコンセプトの下で、大会名を『超プロ野球 ULTRA』に改称。冠スポンサーも大正製薬に変更されたことから、同社の主力製品であるリポビタンDをタイトルに冠した「リポビタンスペシャル」として開催された。2022年度の開催に際しては冠スポンサーを付けなかったが、番組の前半では、大和ハウス工業が筆頭格扱いでスポンサーを務めた。2023年度には、大和ハウス工業と無関係の横浜市にある不動産会社である大和地所が冠スポンサーに付いている。
民放各局はかつて『プロ野球オールスタースーパーバトル』・『プロ野球夢のオールスタークイズ日本一』などNPB12球団の選手が出演する特別番組を企画。当イベントと同じパターンで、年末に収録したうえで、翌年の年初に新春特別番組として放送していた。日本プロ野球選手会の主催で、NPB12球団の選手から代表者が出演する特別番組のうち、2006年度以降もテレビでのレギュラー放送が続けられているのは当番組だけである。

## 放送日時
基本として、毎年1月の正月三が日後の最初の日曜日の午後に、2時間程度の放送枠を編成。テレビ大分を除く日本テレビ系列28局ネットにて放送される。ただし、後述する事情から、土曜日に放送された年もある。
日曜日に放送される場合には、読売テレビの制作で大半の日本テレビ系列局でも同時ネットを実施している事前収録のレギュラー番組（『たかじんのそこまで言って委員会』→『そこまで言って委員会NP』）の放送枠の全編（13:30 - 15:00）か大半（『超プロ野球 ULTRA』への改称後は13:00 - 14:55）が充てられる。読売テレビでは『そこまで言って委員会』について、（1）放送時間を変えずに放送枠を当番組より後の時間帯（当日の夕方）へスライド（2）放送時間を短縮したうえで当日の夕方に編成（3）全編休止のいずれかで対応。『そこまで言って委員会』のネットも実施している系列局では、（1）および（2）の場合に読売テレビと同様の編成を取る局もある一方、当該時間帯で自社制作番組や遅れネット番組を編成する代わりに、『そこまで言って委員会』を後日に放送するか、当該週の放送分のネットを臨時に返上するかのいずれかの対応を取る局もある。

### 放送日時の変遷
開始当初は放送曜日を固定せず、毎年1月2日の箱根駅伝往路中継終了後である14時台から15:55まで放送していた。箱根駅伝往路中継以降の日本テレビ系列の番組編成が見直されてからは、基本として同月上 - 中旬の日曜日の午後に組み込まれているが、系列局などで試合を中継する全国高等学校サッカー選手権大会の日程との兼ね合いで以下のように変動している。
- 2007年度分：2008年1月6日（日曜日）に準決勝の中継が組まれたため、前日の1月5日（土曜日）に放送。制作局・読売テレビの放送対象地域である近畿広域圏では、関西テレビが『ボク達同級生!プロ野球昭和40年会VS48年会』（当時は1月の第1土曜日16:00 - 17:25に放送）の放送枠を14:00 - 15:25に繰り上げる措置を講じた。
- 2013年度分：2014年1月5日（日曜日）に準々決勝の中継が組まれたため、当番組史上最も遅い1月12日（日曜日）の13:15 - 15:10に「読売テレビ開局55周年記念番組」として放送した。
- 2019年度分：2020年1月5日（日曜日）に準々決勝の中継が組まれたため、前日の1月4日（土曜日）14:00 - 15:55に放送。土曜日での放送は、前述した2007年度分以来であった。

### 対戦形式の変遷
- 2012年度分までは、基本として、1球団1チームによる12球団対抗戦。セ・パ対抗戦として実施した時期もあった。
- 2013年度分では、各球団から3名の主力選手が出場する形式を踏襲しつつ、共通の特徴に応じて球団・リーグ混合の4チームを構成（1チーム9名）。「チームレッド」（キャプテン：山本昌広、通称「ゴールデンルーキーズ」[注釈 6]）・「チームブルー」（キャプテン：前田健太、通称「キンキ・ブラザーズ」[注釈 7]）・「チームグリーン」（キャプテン：長野久義、通称「イケメン☆ナイン」）・「チームイエロー」（キャプテン：三浦大輔、通称「熱血男塾」）による対抗戦へ変更。宮根誠司率いる「宮根オールスターズ」を加えた5チームで複数のゲームへ参加した後に、オープン参加扱いの「宮根オールスターズ」を除く総得点の上位2チームが最終バトルの「ガチンコ日本シリーズ」で優勝を争った。
- 2014年度以降は、投げる（投）・打つ（打）・守る（守）・走る・チームワーク（絆）のプロ野球選手本来の能力が求められる競技に特化。チームワーク競技を球団全員出場による団体戦、それ以外の4競技を各球団から1名ずつ出場しての個人戦として争っている。2014・15年度は投・走・打・守・絆の5種目、2016年度は投・力（筋力）・守・絆（チームワーク）の4種目で実施。2017年度には、前年度の4種目を踏襲する一方で、「打No.1決定戦」を番外編扱いで復活させた。
- 2018年度には、「守No.1決定戦」を、「技No.1決定戦の予選ステージ」にリニューアル。その一方で、選手の動体視力や判断力を競う競技として、「脳No.1決定戦」を新設した。「打No.1決定戦」は2017年度に続いて番外編として実施されたため、表彰対象の種目は投・技・脳・絆の4種目に変わった。2019年度には、投・技・脳の3種目による個人戦へ集約。
- 新型コロナウイルス感染拡大の影響で競技の単純化が求められた一方で、「クイズ王」で知られる伊沢拓司をパネラーに迎えた2020年度には、打つ・投げる・クイズの3種目でNo.1の座を争った。
- 大会名を『超プロ野球 ULTRA』に改めた2021年度以降の大会では、以下の種目を構成したうえで、各球団から投手と野手が1名ずつ出場。全ての競技で所属球団に入った得点の総数を基に、「総合優勝」の座を球団単位で争っている。
  - 「ULTRAピッチングターゲット」（投球のコントロールと球威を試す投手限定の競技）
  - 「ULTRAパワフルバッティング」（2021年度のみ）→「ULTRAバッティングダービー」（2022年度から、いずれもティーバッティング方式の競技）
  - 「ULTRAブレインバトル」（動体視力や推察力を試すチーム対抗方式のクイズ企画）
  - 「ULTRAスプリントマッチ」（「ULTRAブレインバトル」の予想クイズと連動した企画）→「ULTRAダイヤモンドリレー」
    - 「ULTRAスプリントマッチ」は、桐生祥秀（日本生命に所属する陸上短距離走選手で男子100mの公認記録における日本人初の9秒台達成者）を「発起人」として、2021年度と2022年度と開始。NPB屈指の俊足選手が、日本の陸上短距離界でトップレベルの男子選手と50m走で真剣勝負を展開していた。
    - 2023年度からは、タッチリレー走とビーチフラッグスを組み合わせたチーム対抗戦方式の「ULTRAダイヤモンドリレー」に変更。出場する選手を1球団につき1人登録させたうえで、登録選手が所属する球団のリーグに関係なく、抽選によってチームの構成を決定する。第1走者から第5走者までは、全長がおよそ100mのダイヤモンド型コースの外側を半周ずつ走行。そのうえで、第5走者からのタッチを受けたアンカーが、コース内側の中央に立てられたフラッグを直線走でつかみ取るまでの速さによって勝敗を決めている。

## 出演者
2023年度（2024年）時点
- 爆笑問題（太田光・田中裕二）[3] - MC（『超プロ野球 ULTRA』へ改称後の2021年度から担当）
- 鷲見玲奈[3] - MC（2021年度から担当）
- 見取り図（盛山晋太郎・リリー） - 進行アシスタント（2021年度から担当）
- 赤星憲広（元阪神） - 現役引退後（『スポーツフェスティバル』時代）から競技の解説を担当。『情報ライブ ミヤネ屋』（読売テレビが全国向けに制作する宮根の冠番組）のレギュラーコメンテーターで、阪神の選手時代にも『スポフェス』の競技へ参加した年があった。
- 陣内智則 - 阪神ファンの代表として、2021年度から「（プロ野球）パネリスト」という肩書で参加。バックステージ企画（2021年度のみ「ULTRAプロ野球トーク!!」→2022年度以降は「超プロ野球トーク」）の進行役も務めている。
- 狩野英孝 - 楽天のファンであることを背景に、「パネリスト」として初めて参加。最終種目の「ULTRAダイヤモンドリレー」（6人の選手で構成されるチーム対抗のリレー対決）では、「チーム狩野」のキャプテンを任された。
- 髙橋優斗（HiHi Jetsのメンバー） - DeNAのファンであることを背景に、「パネリスト」として初めて参加。
- 村重杏奈 - 「パネリスト」として初めて参加。「超プロ野球トーク」を陣内と共に進行したほか、「ULTRAダイヤモンドリレー」では「チーム村重」のキャプテンを務めた。
- 大野晃佳（読売テレビアナウンサー） - 2022年度から競技の実況を担当
- 平松翔馬 （同上）- 2022年度から場内アナウンスを担当。『バトルスタジアム』（バトスタ）時代の2018・2019年度には競技アシスタント、2021年度には競技実況で収録に参加していた。
- 諸國沙代子（同上） - イベントの進行を担当。『バトスタ』時代にも、2017・2018年度にバックステージ企画のMCと競技のアシスタント（2018年度のみVTRナレーターを兼務）、2020年度に「クイズNo.1決定戦」でクイズの出題役として収録に参加していた。
- 西尾桃（同上） - 2023年の入社で、諸国と共にイベントの進行を担当。
- 鹿瀬ハジメ - VTRナレーター

### 過去の出演者
2000年代の中盤から2010年度までの放送では、当時ハロー!プロジェクトで活動していた女性歌手が、代々アシスタントを務めていた。
2022年度（2023年）
- 桐生祥秀 - 詳細は前述。2021年度から実施されている「ULTRAスプリントマッチ」では、同年度にのみ競技に参加する一方で、2022年度には「アドバイザー」という肩書で解説と選手のサポートに専念していた。
- ゆうちゃみ - 「パネリスト」として参加したほか、「超プロ野球トーク」の進行を陣内と共に担当。
- 斉藤慎二（ジャングルポケット）- 「パネリスト」として参加。
- 藤牧京介・田島将吾（いずれもINIのメンバー） - 同上。
- 足立夏保（読売テレビアナウンサー） - イベントの進行を担当。
- 岩原大起（同上） - 2021年度から、VTRのナレーションを担当。
- 立田恭三（同上） - 2021年度から「ULTRAスプリントマッチ」のリポートを（同年度はとにかく明るい安村・2022年度は桐生と共に）担当。2016年度まで大阪城ホール内のイベント進行、2017年度には「宮根からの挑戦状」（後述）の進行と実況、2019年度に競技実況、2020年度に「打No.1決定戦」の進行を任されていた。
- 住友電工に所属する陸上短距離走の選手 - 「ULTRAスプリントマッチ」にサプライズゲスト扱いで出場。
  - 多田修平（東京2020オリンピック男子100m・男子4×100mリレー日本代表）
  - 上山紘輝（2022年世界陸上競技選手権大会男子200m・男子4×100mリレー日本代表）

この他にも、2022年の途中から日本ハムの主管試合でグラウンド整備中などに「きつねダンス」を披露している「ファイターズガール」（球団公式チアリーディングチーム）のメンバー（同年時点）から6名（滝谷美夢、讃岐花笑、辻菜穂子、西崎光、山口怜奈、吉田桃子）がイベントのオープニング（競技に出場する選手の紹介）パートに登場。滝谷は「超プロ野球トーク」のエンディングでも、ゆうちゃみからのリクエストに応じる格好で、「超ULTRA限定スペシャルユニット」と称して上沢直之（日本ハム投手）・牧秀悟（DeNA内野手、いずれも競技に参加）・斉藤と共に「きつねダンス」を踊っていた。
2021年度（2022年）
- 伊沢拓司 - 『バトスタ』時代の2020年度から出演。同年度の「クイズNo.1決定戦」には、解答者として参加していた。2021年度には、読売ジャイアンツ（巨人）ファンの代表として「野球ファンパネリスト」という肩書を使用したほか、クイズ企画の「ULTRAブレインバトル」で一部のクイズを出題。
- 出川哲朗[4] -  東京ヤクルトスワローズファンの代表として、「野球ファンパネリスト」という肩書で出演。
- 岡田結実 - オリックス・バファローズファンの代表として「野球ファンパネリスト」という肩書で出演したほか、「ULTRAプロ野球トーク!!」を陣内とのコンビで進行。
- 小池祐貴（住友電工に所属する陸上短距離走選手、男子100メートルの公認記録における日本人3人目の9秒台達成者） -「ULTRAスプリントマッチ」にサプライズゲストとして出場
- とにかく明るい安村 - 「ULTRAスプリントマッチ」で立田と共にリポートを担当
- 中村秀香（読売テレビアナウンサー） - 平松の妻で、VTRのナレーションを岩原と分担。
- 尾山憲一 （収録の時点では読売テレビのスポーツアナウンサー） - 2018年度まで競技の実況、2019年度から場内アナウンスを担当。2022年1月1日付の人事異動でアナウンス職を離れたため、アナウンサーとしては2021年度の場内アナウンスが最後の担当になった。

2020年度（2021年）
- 宮根誠司 - 2010年度からMCとして出演。かつては、一部のゲームにも参加していた。2013年度には「宮根オールスターズ」のキャプテン、2016年度には競技のメイン実況も担当。2017年度には、「打No.1決定戦」の番外編として企画された「宮根からの挑戦状」（大阪城ホールのある大阪城公園内の軟式野球場で収録）にも携わった。2020年度には、競技の収録に登場せず、別途収録された原辰徳（放送の時点では読売ジャイアンツの一軍監督）との対談企画にのみ出演。
- 千鳥（ノブ・大悟） - 2019年度からMCを担当。大悟は、中学・高校時代に野球部で活動していた。
- 祇園（木﨑太郎・櫻井健一朗） - 競技アシスタントを担当。
- トリンドル玲奈 - パネラーとして出演。同年度の「クイズNo.1決定戦」では進行も担当した。
- 林マオ（同上） -　VTRナレーター
- 藤田勇児  -  同上。林がナレーターに加わった2020年度以前から担当している。

2019年度（2020年）以前
- 桂三枝（現・六代目桂文枝）
- 堀江しのぶ
- チャック・ウィルソン
- ケント・デリカット
- 板東英二
- 島田紳助
- 加藤紀子
- 永井美奈子
- トミーズ（トミーズ雅・トミーズ健）
- 今田耕司
- 優香
- 山本圭壱（極楽とんぼ）
- 遠藤章造（ココリコ）
- 石川梨華（出演当時は美勇伝に所属）
- W（ダブルユー） - 加護亜依・辻希美
- 蛍原徹（雨上がり決死隊）
- 品川庄司（品川祐・庄司智春）
- インパルス（板倉俊之・堤下敦）
- 里田まい（出演当時はカントリー娘。に所属）[注釈 8]
- キングコング（西野亮廣・梶原雄太） - 2010年度・2011年度MC
- はるな愛  - 2010年度MC
- 大島優子（出演当時はAKB48に所属） - 2010年度MC
- ブラックマヨネーズ（吉田敬・小杉竜一） - 2011年度から2018年度までMCを担当。吉田は、2014 - 2017年度のバックステージ企画で「チーム吉田の監督」、2016・2017年度の競技で「バトルスタジアム競技委員長」を名乗っていた。
- 田中美保 - 2011年度MC
- オリエンタルラジオ（中田敦彦・藤森慎吾） - 2011年度リポーター
- 長州小力 - ゲームの一部やトーク企画に参加。若手芸人と一緒に、「小力軍団」として出演することもあった。
- 吉木りさ - 2012年度MC
- 本田望結 - 2012年度MC
- 吉澤ひとみ - 隠しコーナーゲスト兼トークコーナーアシスタント （2012年度）
- NMB48 - 収録時点でのメンバーの一部が、2019年度まで競技アシスタントとして出演。2012年度のみ、一部のゲームに参加した。
- 福田彩乃 - 2013年度MC
- 水沢アリー - 2013年度MC
- 平成ノブシコブシ（吉村崇・徳井健太） - 2013年度リポーター
- 筧美和子 - 2014年度MC
- 青木宣親（元ヤクルト→ブルワーズ→ロイヤルズ→マリナーズ→現：ヤクルト） - 同上。
- おのののか - 2015年度MC
- 里崎智也（元ロッテ） - 同上。
- 川田裕美 - 読売テレビのアナウンサー時代に、同局制作の番組で宮根やブラックマヨネーズとレギュラーで共演した縁で、2014年度までMCを務めていた。フリー転身後の2016年度に再びMCを担当。
- 黒木千晶（読売テレビアナウンサー） - 後述するバックステージ企画のMCを、2016年度のみ小杉と共に担当。
- 土性沙羅（リオ・デ・ジャネイロオリンピックレスリング競技・女子67kg級金メダリスト） - 2016年度スペシャルゲスト。
- 登坂絵莉（同48kg級金メダリスト） - 同上。
- 稲村亜美 - 2017年度MC
- 杉山愛（元女子プロテニス選手） - 2017・2018年度の「守No.1決定戦」に競技ゲストとして出演。『ミヤネ屋』のレギュラーコメンテーター。
- 新川優愛 - 2018年度MC
- 銀シャリ - 2018年度パネラー
- 宇垣美里 - 2019年度MC
- かまいたち（濱家隆一・山内健司） - 2019年度パネラー
- 山中亮平（ラグビートップリーグ・神戸製鋼コベルコスティーラーズの選手でラグビーワールドカップ2019日本代表） - 2019年度に「脳No.1決定戦」の競技ゲストとして出演。

以下の人物はいずれも、スポフェス時代にNPB球団のプロ野球選手として出場してから、現役引退後に競技の解説を担当。
- 宮本慎也（元ヤクルト） -　2015年度に競技解説を担当。
- 山﨑武司（元中日→オリックス→楽天→中日） - 2016年度まで競技解説を担当。
- 山本昌（元中日） - 2017年度まで競技解説を担当。
- 石井一久（元ヤクルト→ドジャース→ヤクルト→西武） - 現役を引退してから、2018年9月に楽天のゼネラルマネジャーへ就任するまで、競技の解説を一時担った。2016年度には、宮根・川田と共に、後述するバックステージ企画のリポーターを担当。2017年度は、前述した「宮根からの挑戦状」にのみ、解説者として登場した。

ほか

## 出場選手
2013年度の☆はキャプテン（競技中は黄色のゼッケンを着用）、得点は「ガチンコ日本シリーズ」までのゲームにおける総得点。
2021年度以降の★は「ULTRAスプリントマッチ」にのみ参加。
| 阪神タイガース               | 村上頌樹、森下翔太   | 総合優勝 |
| 広島東洋カープ               | 森下暢仁、小園海斗   |          |
| 横浜DeNAベイスターズ         | 東克樹、山本祐大     |          |
| 読売ジャイアンツ             | 戸郷翔征、秋広優人   |          |
| 東京ヤクルトスワローズ       | 田口麗斗、中村悠平   |          |
| 中日ドラゴンズ               | 高橋宏斗、岡林勇希   |          |
| オリックス・バファローズ     | 小木田敦也、茶野篤政 |          |
| 千葉ロッテマリーンズ         | 種市篤暉、山口航輝   |          |
| 福岡ソフトバンクホークス     | 甲斐野央、柳町達     |          |
| 東北楽天ゴールデンイーグルス | 則本昂大、小郷裕哉   |          |
| 埼玉西武ライオンズ           | 隅田知一郎、古賀悠斗 |          |
| 北海道日本ハムファイターズ   | 河野竜生、万波中正   |          |

| 東京ヤクルトスワローズ       | 高橋奎二、村上宗隆、並木秀尊★ |          |
| 横浜DeNAベイスターズ         | 今永昇太、牧秀悟              |          |
| 阪神タイガース               | 湯浅京己、佐藤輝明、中野拓夢★ |          |
| 読売ジャイアンツ             | 大勢、大城卓三                |          |
| 広島東洋カープ               | 大瀬良大地、坂倉将吾          |          |
| 中日ドラゴンズ               | 高橋宏斗、岡林勇希            |          |
| オリックス・バファローズ     | 宮城大弥、来田涼斗、佐野皓大★ |          |
| 福岡ソフトバンクホークス     | 東浜巨、三森大貴              |          |
| 埼玉西武ライオンズ           | 水上由伸、呉念庭              |          |
| 東北楽天ゴールデンイーグルス | 西口直人、島内宏明            |          |
| 千葉ロッテマリーンズ         | 小野郁、松川虎生、高部瑛斗★   |          |
| 北海道日本ハムファイターズ   | 上沢直之、松本剛              | 総合優勝 |

| 東京ヤクルトスワローズ       | 奥川恭伸、村上宗隆、塩見泰隆★   | 総合優勝                        |
| 阪神タイガース               | 伊藤将司、坂本誠志郎            |                                 |
| 読売ジャイアンツ             | 戸郷翔征、大城卓三、松原聖弥★   |                                 |
| 広島東洋カープ               | 栗林良吏、小園海斗              |                                 |
| 中日ドラゴンズ               | 柳裕也、高橋周平                | 「ULTRAターゲットピッチ」（柳） |
| 横浜DeNAベイスターズ         | 今永昇太、牧秀悟                |                                 |
| オリックス・バファローズ     | 山﨑福也、佐野皓大              |                                 |
| 千葉ロッテマリーンズ         | 益田直也、藤原恭大、和田康士朗★ |                                 |
| 東北楽天ゴールデンイーグルス | 早川隆久、島内宏明、小深田大翔★ |                                 |
| 福岡ソフトバンクホークス     | 千賀滉大、栗原陵矢              |                                 |
| 北海道日本ハムファイターズ   | 伊藤大海、野村佑希              |                                 |
| 埼玉西武ライオンズ           | 田村伊知郎、山田遥楓            |                                 |

| 読売ジャイアンツ             | 松原聖弥   |                |
| 阪神タイガース               | 馬場皐輔   |                |
| 中日ドラゴンズ               | マルク     |                |
| 横浜DeNAベイスターズ         | 伊勢大夢   |                |
| 広島東洋カープ               | 森下暢仁   |                |
| 東京ヤクルトスワローズ       | 村上宗隆   | 「クイズ」No.1 |
| 福岡ソフトバンクホークス     | 栗原陵矢   |                |
| 千葉ロッテマリーンズ         | 井上晴哉   | 「打」No.1     |
| 埼玉西武ライオンズ           | 平良海馬   |                |
| 東北楽天ゴールデンイーグルス | 小深田大翔 |                |
| 北海道日本ハムファイターズ   | 杉谷拳士   |                |
| オリックス・バファローズ     | 山﨑福也   |                |

| 読売ジャイアンツ             | 桜井俊貴、若林晃弘、石川慎吾   |                                                |
| 横浜DeNAベイスターズ         | 山﨑康晃、桑原将志、神里和毅   | 「投」No.1（山﨑康晃）                         |
| 阪神タイガース               | 能見篤史、近本光司、木浪聖也   |                                                |
| 広島東洋カープ               | 床田寛樹、西川龍馬、小園海斗   | 「技」No.1（西川龍馬）、「脳」No.1（小園海斗） |
| 中日ドラゴンズ               | 大野雄大、阿部寿樹、大島洋平   |                                                |
| 東京ヤクルトスワローズ       | 高橋奎二、山田哲人、廣岡大志   |                                                |
| 埼玉西武ライオンズ           | 平井克典、金子侑司、中村剛也   |                                                |
| 福岡ソフトバンクホークス     | 甲斐野央、松田宣浩、周東佑京   |                                                |
| 東北楽天ゴールデンイーグルス | 高梨雄平、辰己涼介、オコエ瑠偉 |                                                |
| 千葉ロッテマリーンズ         | 益田直也、平沢大河、井上晴哉   |                                                |
| 北海道日本ハムファイターズ   | 石川直也、近藤健介、渡邉諒     |                                                |
| オリックス・バファローズ     | 榊原翼、後藤駿太、吉田正尚     |                                                |

| 広島東洋カープ               | 中村祐太、安部友裕、野間峻祥   |                                                                                          |
| 阪神タイガース               | 才木浩人、大山悠輔、糸原健斗   |                                                                                          |
| 横浜DeNAベイスターズ         | 山﨑康晃、柴田竜拓、神里和毅   |                                                                                          |
| 読売ジャイアンツ             | 田口麗斗、鍬原拓也、宇佐見真吾 |                                                                                          |
| 中日ドラゴンズ               | 鈴木博志、笠原祥太郎、大島洋平 |                                                                                          |
| 東京ヤクルトスワローズ       | 原樹理、山田哲人、上田剛史     |                                                                                          |
| 福岡ソフトバンクホークス     | 高橋礼、松田宣浩、柳田悠岐     |                                                                                          |
| 埼玉西武ライオンズ           | 今井達也、外崎修汰、山川穂高   |                                                                                          |
| 東北楽天ゴールデンイーグルス | 則本昂大、藤平尚真、田中和基   |                                                                                          |
| オリックス・バファローズ     | 黒木優太、西野真弘、大城滉二   |                                                                                          |
| 北海道日本ハムファイターズ   | 上沢直之、近藤健介、西川遥輝   | 「絆」No.1決定戦                                                                         |
| 千葉ロッテマリーンズ         | 涌井秀章、藤岡裕大、井上晴哉   | 「投」No.1決定戦（涌井秀章）、「技」No.1決定戦（藤岡裕大）、「脳」No.1決定戦（井上晴哉） |

| 広島東洋カープ               | 大瀬良大地、桒原樹、岩本貴裕     |                                                |
| 阪神タイガース               | 能見篤史、大山悠輔、髙山俊       |                                                |
| 横浜DeNAベイスターズ         | 山﨑康晃、嶺井博希、桑原将志     |                                                |
| 読売ジャイアンツ             | 菅野智之、重信慎之介、立岡宗一郎 |                                                |
| 中日ドラゴンズ               | 大野雄大、木下拓哉、京田陽太     |                                                |
| 東京ヤクルトスワローズ       | 秋吉亮、山田哲人、上田剛史       | 「守」No.1決定戦（上田剛史）                   |
| 福岡ソフトバンクホークス     | 武田翔太、甲斐拓也、上林誠知     |                                                |
| 埼玉西武ライオンズ           | 増田達至、源田壮亮、山川穂高     |                                                |
| 東北楽天ゴールデンイーグルス | 塩見貴洋、足立祐一、島内宏明     | 「投」No.1決定戦（塩見貴洋）                   |
| オリックス・バファローズ     | 黒木優太、大城滉二、駿太         |                                                |
| 北海道日本ハムファイターズ   | 有原航平、西川遥輝、大田泰示     | 「力」No.1決定戦（大田泰示）、「絆」No.1決定戦 |
| 千葉ロッテマリーンズ         | 佐々木千隼、鈴木大地、中村奨吾   |                                                |

| 広島東洋カープ               | 野村祐輔、菊池涼介、鈴木誠也 |                              |
| 読売ジャイアンツ             | 菅野智之、小林誠司、長野久義 |                              |
| 横浜DeNAベイスターズ         | 山﨑康晃、倉本寿彦、関根大気 |                              |
| 阪神タイガース               | 岩貞祐太、北條史也、江越大賀 | 「守」No.1決定戦（江越大賀） |
| 東京ヤクルトスワローズ       | 秋吉亮、山田哲人、坂口智隆   |                              |
| 中日ドラゴンズ               | 大野雄大、平田良介、大島洋平 | 「投」No.1決定戦（大野雄大） |
| 北海道日本ハムファイターズ   | 有原航平、西川遥輝、中島卓也 | 「力」No.1決定戦（西川遥輝） |
| 福岡ソフトバンクホークス     | 武田翔太、城所龍磨、福田秀平 | 「絆」No.1決定戦             |
| 千葉ロッテマリーンズ         | 石川歩、清田育宏、伊志嶺翔大 |                              |
| 埼玉西武ライオンズ           | 大石達也、山川穂高、秋山翔吾 |                              |
| 東北楽天ゴールデンイーグルス | 安樂智大、哲朗、中川大志     |                              |
| オリックス・バファローズ     | 山﨑福也、西野真弘、T-岡田   |                              |

| 東京ヤクルトスワローズ       | 小川泰弘、山田哲人、雄平       |                                                     |
| 読売ジャイアンツ             | 高木勇人、鈴木尚広、立岡宗一郎 |                                                     |
| 阪神タイガース               | 岩田稔、梅野隆太郎、江越大賀   |                                                     |
| 広島東洋カープ               | 前田健太、會澤翼、野間峻祥     |                                                     |
| 中日ドラゴンズ               | 大野雄大、平田良介、大島洋平   |                                                     |
| 横浜DeNAベイスターズ         | 山﨑康晃、髙城俊人、桑原将志   |                                                     |
| 福岡ソフトバンクホークス     | 武田翔太、松田宣浩、川島慶三   |                                                     |
| 北海道日本ハムファイターズ   | 吉川光夫、中田翔、西川遥輝     | ダイヤモンドダッシュ（西川遥輝）                    |
| 千葉ロッテマリーンズ         | 涌井秀章、清田育宏、荻野貴司   | カミワザキャッチング（荻野貴司） 馬跳び日本シリーズ |
| 埼玉西武ライオンズ           | 髙橋光成、森友哉、秋山翔吾     | クラッシュアーチスト（秋山翔吾）                    |
| オリックス・バファローズ     | 佐藤達也、伊藤光、T-岡田       |                                                     |
| 東北楽天ゴールデンイーグルス | 松井裕樹、銀次、中川大志       | ピッチ・ザ・ターゲット（松井裕樹）                  |

| 読売ジャイアンツ             | 杉内俊哉、片岡治大、小林誠司     | スルーザストライク（杉内俊哉）                              |
| 阪神タイガース               | 藤浪晋太郎、梅野隆太郎、今成亮太 |                                                             |
| 広島東洋カープ               | 前田健太、菊池涼介、丸佳浩       | ショートバウンドサバイバル（菊池涼介）                      |
| 中日ドラゴンズ               | 大野雄大、平田良介、大島洋平     |                                                             |
| 横浜DeNAベイスターズ         | 井納翔一、梶谷隆幸、黒羽根利規   |                                                             |
| 東京ヤクルトスワローズ       | 秋吉亮、山田哲人、畠山和洋       |                                                             |
| 福岡ソフトバンクホークス     | 五十嵐亮太、今宮健太、柳田悠岐   |                                                             |
| オリックス・バファローズ     | 西勇輝、伊藤光、T-岡田           |                                                             |
| 北海道日本ハムファイターズ   | 浦野博司、中田翔、中島卓也       | トリプルタッグ                                              |
| 千葉ロッテマリーンズ         | 石川歩、角中勝也、岡田幸文       | スティールキング（岡田幸文） スイングクラッシュ（角中勝也） |
| 埼玉西武ライオンズ           | 髙橋朋己、木村文紀、森友哉       |                                                             |
| 東北楽天ゴールデンイーグルス | 松井裕樹、嶋基宏、銀次           |                                                             |

| 2013年度     | 2013年度                                       | 2013年度 | 2013年度 | 2013年度                                                                           |
| 順位         | 球団名                                         | 出場選手 | 得点     | 備考                                                                               |
| ------------ | ---------------------------------------------- | --- | -------- | ---------------------------------------------------------------------------------- |
| 優勝         | チームレッド（ゴールデンルーキーズ）           | ☆山本昌（中日）、小川泰弘（東京ヤクルト）、則本昂大（東北楽天）、藤浪晋太郎（阪神）、菅野智之（巨人）、三嶋一輝（横浜DeNA）、金子侑司（埼玉西武）、佐藤達也（オリックス）、菊池涼介（広島東洋）             | 200      | 「ガチンコ日本シリーズ」で「チームイエロー」に勝利。ベストアスリート賞：藤浪晋太郎 |
| 2位          | チームイエロー（熱血男塾）                     | ☆三浦大輔（横浜DeNA）、銀次（東北楽天）、秋山翔吾（埼玉西武）、西野勇士・岡田幸文（千葉ロッテ）、森福允彦・内川聖一（福岡ソフトバンク）、大和（阪神）、上田剛史（東京ヤクルト）                             | 140      | 「ガチンコ日本シリーズ」へ進出（1勝2敗）                                           |
| 3位          | チームグリーン（イケメン☆ナイン）              | ☆長野久義（巨人）、岡島豪郎（東北楽天）、鈴木大地（千葉ロッテ）、松田宣浩（福岡ソフトバンク）、伊藤光（オリックス）、陽岱鋼（北海道日本ハム）、宮國椋丞（巨人）、野村祐輔（広島東洋）、石川雄洋（横浜DeNA） | 130      |                                                                                    |
| 4位          | チームブルー（キンキ・ブラザーズ）             | ☆前田健太（広島東洋）、宮西尚生・中田翔（北海道日本ハム）、平田良介（中日）、岡田俊哉（中日）、山田哲人（東京ヤクルト）、今成亮太（阪神）、安達了一（オリックス）                                           | 90       | ベストパフォーマンス賞：今成亮太                                                   |
| オープン参加 | 宮根オールスターズ（スーパーアスリートチーム） | ☆宮根誠司、都並敏史、内藤大助、武井壮、浅尾美和、潮田玲子、ワッキー（ペナルティ）、綾部祐二・又吉直樹（ピース）、吉村崇・徳井健太（平成ノブシコブシ）                                                       |          |                                                                                    |

| 2012年度 | 2012年度                     | 2012年度                       | 2012年度 | 2012年度                         |
| 順位     | 球団名                       | 出場選手                       | 得点     | 備考                             |
| -------- | ---------------------------- | ------------------------------ | -------- | -------------------------------- |
| 優勝     | 福岡ソフトバンクホークス     | 大場翔太、松田宣浩、本多雄一   | 380      |                                  |
| 2位      | 埼玉西武ライオンズ           | 牧田和久、銀仁朗、浅村栄斗     | 300      | ベストアスリート賞：牧田和久     |
| 2位      | 阪神タイガース               | 鳥谷敬、榎田大樹、新井貴浩     | 300      |                                  |
| 4位      | 北海道日本ハムファイターズ   | 斎藤佑樹、中田翔、陽岱鋼       | 290      |                                  |
| 5位      | 千葉ロッテマリーンズ         | 唐川侑己、伊志嶺翔大、岡田幸文 | 280      |                                  |
| 6位      | オリックス・バファローズ     | 西勇輝、駿太、T-岡田           | 250      |                                  |
| 6位      | 東北楽天ゴールデンイーグルス | 嶋基宏、塩見貴洋、田中将大     | 250      |                                  |
| 8位      | 東京ヤクルトスワローズ       | 赤川克紀、田中浩康、畠山和洋   | 220      | ベストパフォーマンス賞：畠山和洋 |
| 8位      | 広島東洋カープ               | 福井優也、前田健太、丸佳浩     | 220      |                                  |
| 10位     | 横浜DeNAベイスターズ         | 須田幸太、石川雄洋、荒波翔     | 200      |                                  |
| 11位     | 中日ドラゴンズ               | 大島洋平、浅尾拓也、平田良介   | 190      |                                  |
| 11位     | 読売ジャイアンツ             | 澤村拓一、坂本勇人、長野久義   | 190      |                                  |

| 福岡ソフトバンクホークス     | 杉内俊哉、摂津正、川﨑宗則   |
| 埼玉西武ライオンズ           | 涌井秀章、中島裕之、中村剛也 |
| 阪神タイガース               | 藤川球児、新井貴浩、金本知憲 |
| 北海道日本ハムファイターズ   | 田中賢介、糸井嘉男、稲葉篤紀 |
| 千葉ロッテマリーンズ         | 大嶺祐太、唐川侑己、大松尚逸 |
| オリックス・バファローズ     | 岸田護、金子千尋、坂口智隆   |
| 東北楽天ゴールデンイーグルス | 田中将大、岩隈久志、永井怜   |
| 東京ヤクルトスワローズ       | 由規、石川雅規、館山昌平     |
| 広島東洋カープ               | 前田健太、東出輝裕、栗原健太 |
| 横浜ベイスターズ             | 山口俊、石川雄洋、内藤雄太   |
| 中日ドラゴンズ               | 吉見一起、井端弘和、藤井淳志 |
| 読売ジャイアンツ             | 内海哲也、坂本勇人、亀井義行 |

## ゲーム・コーナー
ゲームによっては、司会以外のお笑い芸人が、スポットまたはサプライズ扱いで登場する。
『超プロ野球　ULTRA』（2021年度以降）
ゲーム
- ULTRAターゲットピッチ（2021年度 - ）
  - 『バトルスタジアム』（バトスタ）時代の「『投』No.1決定戦」に相当する投手限定の競技で、3ステージ制で構成。投球位置から18.44m（野球公認規則で定められているバッテリー間の距離）先で左から右に動くターゲット（的）を、左右に設けられた壁の隙間を通過する間にボールで当てさせている。
  - ファースト（第1）ステージでは4枚、セカンド（第2）ステージでは4枚、ファイナルステージでは2枚のターゲットを設定。出場選手がボールをターゲットに当てるたびに、第1ステージでは1枚につき10点、第2ステージでは20点、ファイナルステージでは50点が所属球団（チーム）に加算される。
  - 2021年度
    - 第1ステージでは的の高さを2段階、第2ステージでは移動する的の面積が徐々に小さくなるよう設定。ファイナルステージでは2枚の的が回転しながら左から右へ移動するようになっていて、出場選手の投げたボールが上記10枚の的に全て当たった場合に「パーフェクト」（完全制覇）とみなしていた。
    - 出場選手から「パーフェクト」の可能性が完全に消えた時点で競技を終えることになっていたが、実際には柳裕也（中日）と奥川恭伸（ヤクルト）がファイナルステージまで残った末に、柳が「パーフェクト」を達成（中日が220点を獲得）[6]。高卒2年目で出場の奥川は1枚差で「パーフェクト」達成を逃したものの、「第1ステージの1球目から第2ステージの4球目までノーミス（8連続的中）でファイナルステージへ進出」という芸当を見せた。

  - 2022年度
    - ステージの構成や得点の加算方法を前年度から踏襲する一方で、第1・第2ステージで使用するターゲットを、発泡スチロール製で厚さが5cmの板に統一。ステージが進むにつれて移動させる板を小さくしていたが、いずれのステージでも、投げたボールが板を完全に破壊した時点で得点を加算していた。
    - 参加選手には2022年のNPB公式戦におけるノーヒットノーラン達成者（DeNAの今永昇太・ソフトバンクの東浜巨）、同年のセ・パ両リーグ新人王（巨人の大勢・西武の水上由伸）、プロ4年目（新人王の受賞資格保持者）ながら新人王に相当する成績でセ・リーグの新人特別賞を受賞していた湯浅京己（阪神）がいたが、誰も第2ステージを突破できなかった（最高記録は6枚で湯浅・日本ハムの上沢直之・オリックスの宮城大弥が記録）。
      - ファイナルステージでは、2枚の「ターゲット」（正方形の板）を上と下に並べた状態で固定させる代わりに、村上宗隆（ヤクルト）が左打席でバットを構えた振りをしている姿の写真を用いた等身大のパネルが「ターゲット」の前を左から右に移動。第2ステージを突破した選手には、このパネルの後方で回転する4本の「バット」（棒）をかわしながら、投げたボールで「ターゲット」を破壊させることになっていた。

  - 2023年度
    - 2021年度と同じ条件で実施。この年のセ・リーグで複数のタイトルを獲得していた村上頌樹（阪神）・東克樹（DeNA）や、2023 ワールド・ベースボール・クラシック（WBC）で優勝した日本代表チームの高橋宏斗（中日）・戸郷翔征（巨人）などが挑戦した。
    - 最初の挑戦者は、前年（2022年）度にもこの種目に臨んでいた高橋で、前年度の第1ステージ敗退（記録は0枚）から一転して史上2人目（中日での先輩に当たる柳以来）の「パーフェクト」をいきなり達成。その後は「パーフェクト」の達成者が出なかったものの、東と種市篤暉（ロッテ）がファイナルステージまで進出した末に9枚の的に当てるなど、前年度から一転して好記録の達成が相次いだ。
- ULTRAパワフルバッティング（2021年度）→ULTRAバッティングダービー（2022年度）
  - 『バトスタ』の「『打』No.1決定戦」に相当するティーバッティング方式の2チーム対抗戦で、「ULTRAスプリントマッチ」への出場者を除く全選手（総勢24名）が参加。投手がティーの上に置いたボールを、野手が的に当てたり、打球で的を動かしたりするまでのスピードを競う。
  - 2021年度
    - セ・パ対抗戦方式で開催。対戦するチームの打席の間に円形の大きな的を設置したうえで、相手チームの動きが分からない状態で、味方の投手がティーの上に置いたボールを野手が的に打ち込み合っていた。先に的を打ち抜いたチームが勝利（100点を獲得）。実際には、他のボールよりひとまわり大きなボール（ULTRAボール）が各チームに1球ずつ割り当てられていて、1回の対戦につき1回だけ「ULTRAボール」を使えるようになっていた。

  - 2022年度
    - 野手のパワーで勝負させる「第1ゾーン」と、野手のバットコントロールで勝負させる「第2ゾーン」で競技を構成するとともに、競技の制限時間を90秒間に設定した。また、収録では対決の前に、勝者を観客に予想させる押しボタン式のアンケートを実施。全体に占める比率（%）を算出したうえで、会場や競技の映像で発表している。ただし、前年度と違って、同一リーグのチームによる対戦も組まれていた。ちなみに、最終対戦ではセ・リーグを代表するパワーヒッター（阪神・佐藤輝明とヤクルト・村上）同士が対決した末に佐藤が「第2ゾーン」で逆転勝利。
      - 第1ゾーン：前方が見えないほどの高さの障害物（正方形の壁）を、打席の前に設置した状態でティーバッティングを開始。その壁を、打球の勢いで10m前方に移動させるまでのスピードを競う。移動できた場合には「第2ゾーン」へ自動的に進めるが、得点は付かない。
      - 第2ゾーン：打席から15m先に設置した円形の的を、ティーバッティングで打ち抜くまでのスピードを競う。制限時間以内で最も早く打ち抜けたチームにのみ、100点を付与。

  - 2023年度
    - 前年（2022年）度と同じ条件で開催。ただし、全ての「試合」（対戦）をセ・パ対抗戦方式に再び統一したほか、前年度から導入されていた観客の勝者予想アンケートを全種目で実施した。
    - 実際には、選手がティーバッティングに臨むレーン（「赤レーン」と「青レーン」）を前年度から一切変えていないにもかかわらず、「青レーン」を割り当てられていた選手が第1試合から5連勝。「赤レーン」で敗れた選手が半ば冗談ながらクレームを相次いで申し入れていたが、最後の対戦（第6試合）では、「赤レーン」の森下翔太（阪神）が「青レーン」の万波中正（日本ハム）に勝利した。
- ULTRAスプリントマッチ（2021・2022年度）
  - 『バトスタ』の「『走』No.1決定戦」に相当する50m走対決で、桐生が発起人として名を連ねる「50 Sprint Challenge」（老若男女や専門種目を問わず参加できる50m走の競技大会）のPRを兼ねて開催。陸上短距離の公認大会と同様に、写真判定によって着順を決めている。
  - 2021年度
    - 50m走における当時の自己最速記録が5秒87だった桐生が、和田康士朗（ロッテ＝2021年のパ・リーグ盗塁王でベストタイム5秒8）・松原聖弥（巨人＝ベストタイム5秒8）・小深田大翔（楽天＝ベストタイム5秒9）・塩見泰隆[注釈 13]（ヤクルト＝ベストタイム6秒0）とハンデを付けずに対戦した。さらに、男子100m走における桐生のライバルにして、桐生と共に陸上男子400mリレーの日本代表として東京2020オリンピックへ出場した小池が急遽参戦した。
    - 実際には、桐生と小池が僅差でゴールへ到達した末に、写真判定によって小池を1位（ゴールタイムは6秒065）、桐生を2位（6秒069）と認定。NPBからの出場選手で最も速かったのは塩見（6秒31）で、和田のゴールタイムは6秒43、小深田は6秒49、松原は6秒98だった。

  - 2022年度
    - 「球界一の俊足の持ち主」とされる並木秀尊（ヤクルト＝手動計測における50m走のベストタイムが5秒32）をはじめ、高部瑛斗（ロッテ＝2022年のパ・リーグ盗塁王でベストタイムは5秒78）、中野拓夢（阪神＝2021年のセ・リーグ盗塁王）、佐野皓大（オリックス＝2022年の日本シリーズ制覇に貢献した外野手でベストタイムは6秒00）が多田と上山に挑戦した。
    - 桐生は競技へ参加しない代わりに、NPBからの参加選手を「アドバイザー」という立場でサポート。「野球の試合で盗塁を企図する状況に近い条件で多田・上山と勝負させたい」という意向の下に、スタートの構えを（塁上におけるリードと同じ）横向きに統一したほか、スタートラインの横に設置したライトが緑色に点灯するタイミングを「スタートの合図」に定めていた。
    - 並木はスタートの直後から中盤までトップに立ったものの、外側のコースを走っていた多田のスパートで終盤に追い抜かれると、1位の多田（ゴールタイムは6秒02）から0.04秒差（6秒06）の2位でゴール。3位は上山（6秒07）で、高部のゴールタイムは6秒31[7]、中野は6秒43、佐野は6秒45だった。
- ULTRAダイヤモンドリレー（2023年度 - ）
  - ルールやコースの設定については前述。勝利したチームには、賞金として総額で60万円が授与される。さらに、レースの前には、リレーへ参加しない選手による勝利チームの予想企画（選手投票）を実施。予想を的中させた選手がいた場合には、当該選手が所属する球団のチームに100点が加算される。
  - 2023年度
    - 最終種目として編成。「パネリスト」として参加していた狩野英孝と村重杏奈がチームのキャプテンを務めることがあらかじめ決まっていたため、出場する選手（総勢12人）を、狩野と村重による抽選で「チーム狩野」と「チーム村重」に6名ずつ振り分けていた。

| チーム名 （キャプテン） | 第1走者               | 第2走者             | 第3走者               | 第4走者                   | 第5走者           | 第6走者 （アンカー） |
| ----------------------- | --------------------- | ------------------- | --------------------- | ------------------------- | ----------------- | -------------------- |
| チーム村重 （村重杏奈） | 森下翔太 （阪神）     | 山口航輝 （ロッテ） | 田口麗斗 （ヤクルト） | 甲斐野央 （ソフトバンク） | 小郷裕哉 （楽天） | 秋広優人 （巨人）    |
| チーム狩野 （狩野英孝） | 万波中正 （日本ハム） | 山本祐大 （DeNA）   | 古賀悠斗 （西武）     | 茶野篤政 （オリックス）   | 小園海斗 （広島） | 岡林勇希 （中日）    |

- 実際には「チーム村重」が勝利。さらに、村上（阪神）・柳町達（ソフトバンク）・則本昂大（楽天）が「チーム村重」の勝利を予想していたため、3球団にはそれぞれ100点が加えられた。

- ULTRAブレインバトル（2021年度 - ）
  - 動体視力や洞察力を試すクイズを、複数のステージにわたって出題している。
  - 2021・2022年度
    - 「ULTRAスプリントマッチ」への出場者を除く全選手（総勢24名）が参加。前述した「ULTRAスプリントマッチ」の勝者を予想するクイズが最後のステージに組み込まれていて、予想を的中させたチームに300点を加算していた。
    - 2021年度（5ステージ制で実施）
      - 第1ステージ「一瞬クイズ」：伊沢からの出題による早押しクイズ。大阪城ホール内の大型モニターへ問題文を0.03秒間だけ表示させることによって、選手の動体視力と集中力を試していた。出題数は2問で、正解した選手のチームには、1問ごとに20点を加算。
      - 第2ステージ「多重ビジュアルクイズ」：伊沢からの出題による早押しクイズで、画像合成技術を使用。モニターに表示された多重合成画像から、元の画像に写っていた全ての対象物（いずれもNPBの球団に関連する共通の物）を選手に推理させていた。出題数は2問で、正解した選手のチームには、1問ごとに20点を加算。どのチームにも、「お手つき」（誤答）の場合には、「1回休み」扱いで次の問題への解答を認めなかった。
      - 第3ステージ「ラップdeプロフィールクイズ」：見取り図・盛山と出川からの出題による早押しクイズ。盛山や出川がラップのリズムに乗せて紹介する人物のプロフィールから、その人物の名前を選手に推理させていた。出題数は2問で、正解した選手のチームには、1問ごとに30点を加算。第2ステージに続いて、「お手つき」のチームには「1回休み」の措置を講じた。
      - 第4ステージ「似顔絵de当てましょう!」：見取り図・リリーと陣内からの出題による早押しクイズ。美術の教員免許を保有するリリーと、似顔絵が得意な陣内が出場選手から1名を対象に（リリーは即興・陣内は収録の前に楽屋で）描いた似顔絵から被写体の選手名を推理させていた。出題数は3問で、正解した際の加算点や、「お手つき」の際の「1回休み」については第3ステージに準拠。
      - 第5ステージでは、小池の勝利を予想していたDeNAとヤクルトが、それぞれ300点を獲得。結局、第4ステージまでに220点を獲得していたヤクルトが、合計520点で総合優勝を果たした。ヤクルトは2021年の日本シリーズに続いて「日本一」へ到達するとともに、賞金50万円と「リポビタンD」1年分を手中に収めたが、楽天は1点も獲得できないまま12位（最下位）で全ての競技を終了。

    - 2022年度（4ステージ制で実施）
      - 第1ステージ「ビジョンクイズ」：選択式の早押しクイズを2問出題。正解した選手のチームには、1問ごとに20点を加算する。観察眼によって問題を見破ることを求めているため、問題の画面については、解答のボタンが押されると同時に出題用のモニターから消えるようになっている。
      - 第2ステージ「車窓クイズ」：動体視力を競う早押しクイズを2問出題。電車の車内と車窓が描かれたアニメーション映像を出題用のモニターに写したうえで、電車が駅のホームを左から右の方向へ通過する間に車窓へ映った駅名やNPB球団のマスコットキャラクターを見抜かせる。正解した選手のチームには、1問ごとに30点を加算。
      - 第3ステージ「声優に挑戦!アフレコクイズ」
        - 『MIX』（2023年4月から日本テレビ系列で放送される読売テレビ制作のテレビアニメ版）のPRを兼ねた予想クイズで、1998年生まれの出場選手（佐藤輝明、牧、ソフトバンク・三森大貴）を「立花投馬」（主人公）の台詞と「バンチ」（投馬の愛犬）の鳴き声へのアフレコに挑戦させたうえで、観客が「アフレコが最も上手な選手」に投票する押しボタン式のアンケートを実施。得票の総数が最も多かった選手を、「アフレコNo.1」に認定する。ちなみに、3名が挑戦する前には、お笑いコンビ（ジャングルポケット）のメンバーでありながら数々の映画やアニメーション作品に声優として出演した経験を持つ斉藤が「アフレコのお手本」を披露している。
        - 各チームは、「アフレコNo.1」に認定されそうな選手を、アフレコとアンケートの前に予想。その予想が的中したチームにのみ、50点を加算する。実際には佐藤が得票率56%で「アフレコNo.1」に決まったものの、奇しくも佐藤を予想したチームは阪神だけだった。

      - 第4ステージでは、多田の勝利を予想していた巨人と日本ハムが、それぞれ300点を獲得。結局、第3ステージまでに250点を獲得していた日本ハムが、合計550点で総合優勝を果たした。

    - 2023年度（椅子取りゲームを応用したクイズ対決）
      - 三者択一（「A」か「B」か「C」の選択肢から1つを選ばせる）方式のクイズを、出場選手全員（総勢24人）に出題。選手には、「正解」と思う選択肢と同じアルファベットが記されたエリアの椅子になるべく早く座ることを求めていた。ただし、「正解」の選択肢のエリアに到達していても、エリア内の椅子に座れなかった選手はその時点で脱落。クイズには、「パネリスト」（狩野と髙橋優斗）の表情と台詞から（台詞で想定された）状況を見抜かせる問題や、「間違い探し」の問題が盛り込まれていた。
      - 実際には、リーグ別の「予選」と「決勝」の2ステージ制で対決。「予選」からは最大で8人の選手が「決勝」へ進めるようになっていたが、実際にはセ・リーグから3人（村上、森下翔太、広島・森下暢仁）、パ・リーグから4人（万波、小郷、古賀、西武・隅田知一郎）が「決勝」に残った。結局、「決勝」の第1問で万波の優勝が決まったため、万波が所属する日本ハムに50点が加算された。

バックステージ企画
- 2021年度「ULTRAプロ野球トーク!!」： 陣内と岡田が進行役・出川が「御意見番」として出演したテーマトーク企画で、12名の選手が2つのパート（1パートにつき6名）に分かれて参加[注釈 14]。競技に出場していない選手からも佐藤輝明（阪神）と丸佳浩（巨人）[8]がこの企画にのみ参加していて、「奥さま大好き　プロ野球選手」というテーマトーク[9]では、収録の時点で独身だった佐藤に向けて高城れに（佐藤が「大ファン」であることを入団前から公言しているももいろクローバーZのメンバー）がビデオメッセージを特別に寄せた模様が放送された。
  - この他にも、2021年度限りで現役を引退したNPB選手から、松坂大輔が西武時代（MLBボストン・レッドソックスへの移籍前）・鳥谷敬が阪神時代（引退時に所属していたロッテへの移籍前）に「スポフェス」へ出場した際のダイジェスト映像を、引退後のインタビュー映像を交えて放送した。
- 2022年度「超プロ野球トーク!!」：陣内とゆうちゃみが進行したテーマトーク企画で、12名の選手が2つのパート（1パートにつき6名）に分かれて参加したほか、斉藤も同席。 
  - 前半には、2022年に日本プロ野球史上最年少の三冠王に至った村上に加えて、同年の公式戦で村上に本塁打を許した大勢と高橋宏斗が「村上宗隆被害者の会」と称して出演。村上に本塁打を一切許さなかった湯浅・宮城、高卒1年目にしてロッテの正捕手に定着していた松川虎生も同席したほか、ロッテで松川とバッテリーを組むことの多い佐々木朗希（競技・収録とも不参加）が松川へのメッセージや宮城へのクレームをVTRで寄せていた。
  - 後半には、丸（前年に続いて競技には不参加）と佐藤輝明に加えて、上沢・大瀬良大地（広島）・高橋奎二（ヤクルト）・牧秀悟（DeNA：佐藤と同じ大卒2年目の内野手）が参加。大瀬良は2019年に浅田真由（広島を中心に活動していた元・タレント）、高橋は2021年に板野友美（AKB48出身のタレント）と結婚したことから、「奥さま大好き　プロ野球選手」というテーマで結婚への馴れ初めを語っていた。さらに、高城が2022年末（収録前）に宇佐見真吾（日本ハムの捕手で競技・収録とも不参加）と結婚したこと[注釈 15]から、前年に続いて「大ファン」の佐藤にビデオメッセージを寄せた。
- 2023年度「超プロ野球トーク!!」：陣内と村重が進行したテーマトーク企画で、12名の選手が2つのパート（1パートにつき6名）に分かれて参加したほか、狩野と髙橋優斗が両方のパートに同席。前半のパートには、競技に出場していなかった丸と杉本裕太郎（オリックス）も加わっていた。後半のパートには、前年度に続いて「奥さま大好き　プロ野球選手」というテーマが設けられた関係で、多田愛佳（HKT48の元・メンバー）と結婚したばかりの山口航輝（ロッテ）が参加。「かつて多田と共にHKT48で活動していた村重が、多田から個人的に伝えられていた結婚の秘話やメッセージを山口の前で明かす」という一幕もあった。

2020年度
ゲーム
- 「投」No.1決定戦 カミワザピッチング  - 京セラドーム大阪のマウンドを舞台に、ファースト（予選）・ファイナル（決勝）の2ステージ制で実施。
  - 予選では、マウンドとホームベースの間に2本の大きな円柱、マウンドから円柱で見えない場所（ホームベースの後方）に小さな円形の的を立てていた。出場した投手（オリックス・山﨑福也、阪神・馬場皐輔、広島・森下暢仁、埼玉西武・平良海馬、中日・マルク、DeNA・伊勢大夢）には、1人につき持ち球を3球として、すべての持ち球に変化球を使うことを指定。この条件で、変化球の球種を投げる前に告げてから、3球以内に変化球で的を射貫くことを求めた。その結果、1球目にカットボールで的を射貫いた馬場と、2球目にカーブで射貫いた山﨑が決勝に進出。競技中には競技アシスタントの木﨑太郎（祇園）を右打席に立たせていたため、木﨑のヘルメットに付けられたカメラで撮影した変化球の軌道映像を、放送の随所で使用した。
  - 決勝では、ホームベースの直後に立てた棒の上部へ、将棋の王将の駒1枚（高さ3cm）を垂直に置いた。ルールではこの駒に1球でボールを当てられた投手を「No.1」とみなすことになっていたが、実際には馬場・山﨑とも成功せず、「No.1」の選出は事実上見送られた。
- 「打」No.1決定戦　プロ野球選手vsAI バッティングバトル - 2020年のNPB一軍公式戦に登板した投手の配球データをAIに学習させることを前提に、学習データを投球に反映できるピッチングマシンと、出場した野手（千葉ロッテ・井上晴哉、ソフトバンク・栗原陵矢、ヤクルト・村上宗隆、東北楽天・小深田大翔、巨人・松原聖弥、北海道日本ハム・杉谷拳士）が京セラドーム大阪のグラウンド上で1打席限定対決。立田による進行の下に、ファースト（予選）・ファイナル（決勝）の2ステージ制で実施された。
  - 予選では、データスタジアムの上田貴司（機械学習アナリスト）が開発した「AIキャッチャー」（2020年から日本テレビ制作の巨人ホームゲーム中継で導入）のデータをピッチングマシンと連動。同年のセ・パ各リーグで最終規定投球回に到達した投手を対象に、上記の出場選手にとってリーグ戦で「苦手」（対戦打率が最低）の投手[注釈 16]の配球データに基づく投球に対して、1打席中に安打を放った井上と栗原が決勝へ進出した。
  - 決勝では、西野十治（石川県かほく市に本社のある西野製作所の社長）が開発したAI搭載型ピッチングマシン「Pitch18」を使用。NPBを代表する投手の決め球4種（阪神・藤浪晋太郎のストレート、巨人・菅野智之のスライダー、オリックス・山本由伸のカットボール、ソフトバンク・千賀滉大のフォーク）と5番目の球種として「大悟の気合が入ったストレート110km/h」と称するチェンジアップのデータを「Pitch18」に登録させたうえで、司会の千鳥、解説の赤星、パネラーのトリンドル・伊沢がランダムに指定した数字に対応した種類のボールに対して、1打席中に安打を放った選手を「No.1」とみなした。実際には井上が右前安打を放った一方で、栗原は二塁へのゴロに終わったため、井上を「No.1」に決定。なお、微妙なスイングに対しては、NPBの公式戦と同じくビデオ検証によるリプレー判定が実施された。

バックステージ企画
- 「クイズ」No.1決定戦 - 少年時代からの巨人ファンを自認している伊沢と、出場選手全員による野球関連のクイズ対決で、ファースト（予選）・ファイナル（決勝）の2ステージ制で実施。
  - 予選はフリップへの記述問題で、正答数の多い選手と伊沢から上位4名が決勝へ進むことになっていた。正答数が最も多かったのは村上と杉谷（いずれも5問）で、4問正解者が5名（栗原・松原・小深田・森下・伊沢）に及んだことから、「2020年レギュラーシーズンでの最終順位の高い球団からの出場選手を優先する」というルールに沿って栗原（パ・リーグ優勝のソフトバンクに所属）と松原（セ・リーグ優勝の巨人に所属）も決勝に進出。伊沢も、「大悟推薦枠」という名目で決勝への参加を認められた。なお、例年と違って司会・パネラー陣と出場選手によるクロストーク企画が設けられなかったため、大悟からのテーマに沿ったトークセッションがクイズの合間に盛り込まれた。
  - 決勝は早押し問題で、最初に3問正解した選手（または伊沢）を「No.1」に決定（誤答した場合には1回休み）。その結果、村上が「クイズ王」の伊沢などを破って「No.1」の座を手にした。
  - クイズは2020年の『週刊ベースボール』プロ野球選手名鑑号に掲載の選手・球団データなどから出題されていて、諸國が影ナレーション方式で読み上げていた。

特別企画
- 宮根と原辰徳による対談を別途収録したうえで、後半に放送した。

2019年度
ゲーム
- 「投」No.1決定戦 ピッチ・ザ・ターゲット -　前年（2018年）度から始まった競技で、予選・決勝の2ステージ制で実施。予選ステージでは、バッテリー間の距離と同じく、投球位置から18.44mにフェンスを立てていた。フェンスの上には、得点（10点・30点・50点・100点）が記された正方形の的を固定。「出場選手1名につき持ち球は8球」「持ち球1球につき45秒以内に投球」という制限を設けたうえで、8球で射抜けた的の総得点数の上位2名に、決勝ステージへの進出権を与えていた。最後の1球は「ボーナスポイント」扱いで、的を射抜いた場合には、その的に記された点数の2倍の得点が付くようになっていた。予選ステージでは参加選手を前年度の8名から12名（1球団につき1名）に増やしていたが、山﨑康晃（DeNA）と参加選手で最年長（40歳）の能見篤史（阪神）が決勝へ進出。決勝ステージでは、前述した的の中で時計回りに移動する円形の的を射抜けるまでのタイムを競った。最初に登場した山﨑の試技中に「投げたボールの勢いで的の回転が突然止まる」というアクシデントが起こったため、山﨑は試技のやり直しを余儀なくされたが、2回目の試技で5秒11というタイムを2球で記録した末に優勝。
- 「技」No.1決定戦  -　予選（1回戦・2回戦）では「ダイヤモンドダッシュ」、準決勝・決勝では前年度と同じ要領で「パワー・ザ・バッティング」を実施。前年度から一新された「ダイヤモンドダッシュ」（野球と同じ総延長70mのダイヤモンド1周走とビーチフラッグスを組み合わせた競技）では、ダイヤモンドの外側を1周ずつ走ったうえで、中央に1本ずつ立てられたフラッグを先に掴んだ選手を「勝者」とみなした。選手は、1塁と3塁から同時にスタート。フラッグを掴んだタイミングの判定にリプレー映像を併用した一方で、フライングを2回犯した選手やダイヤモンドの内側を走った選手を「失格」とみなしていたため、かまいたちの山内に司会席からスタートのタイミングやコーナーワークを監視させていた。12名（1球団につき1名）の選手が出場したが、セ・パ両リーグで2位以内の球団から出場した4選手（ソフトバンク・周東佑京、西武・金子侑司、巨人・若林晃弘、DeNA・神里和毅）は、シード扱いで1回戦への出場を免除。1回戦を勝ち上がった選手と、2回戦で対戦させていた。その結果、1回戦から勝ち上がった山田哲人（ヤクルト）・西川龍馬（広島）と、2回戦から勝ち上がった周東・金子が準決勝で対決。金子と西川が決勝で対戦した末に、西川が優勝した。
- 「脳」No.1決定戦 バトルクエスチョン　- ラグビーワールドカップ2019が日本国内で開催されたことにちなんで、ラグビーの要素を取り入れながら動体視力を試す3ステージ（予選→準決勝→決勝）方式の競技で、2019年度から新たに組み込まれた。予選では、1球団につき選手を1名ずつ参加させたうえで、『名探偵コナン』（読売テレビ制作のアニメシリーズ）とのコラボレーション企画として、3名1組の対戦による「間違い探し三択クイズ」を4回実施。3つの選択肢がモニター画面へ一斉に表示されると、目の前に設けられたスクラムマシンを壁へ押し込んだ後に、備え付けのラグビーボールを手に取ったうえで、「正解」だと思う選択肢のゾーンへトライを決めることによって解答できるようになっていた。ただし、どの選択肢でも、最初にトライを決めた選手の解答を優先。この要領で正解へたどり着いた4名の選手が決勝に進出した。準決勝・決勝では、山中が蹴り出す高速回転のラグビーボールに書かれた2桁の数字を読み取ることを条件に、1対1のトーナメント・1問先取の勝ち抜け方式で早押しクイズを実施。その結果、高卒1年目の小園海斗（広島）が優勝した。

バックステージ企画
- 千鳥の有名人の輪を広げたいんじゃ～!! - 「バトルスタジアムの司会をきっかけにプロ野球選手と仲良くなりたい」という千鳥の人脈作りを兼ねたテーマトーク企画。「千鳥の部屋」というセットでこたつを囲みながら、「千鳥の2人と共通点のある選手をかまいたちが紹介する」という設定で、「家族大好きプロ野球選手」（日本ハム・近藤健介、中日・大野雄大、阪神・近本光司）と「華麗なる高校時代を過ごしたプロ野球選手」（西武・中村剛也、広島・床田寛樹、小園）が参加した。
- 侍JAPAN TALK STADIUM　-　収録の前月（2019年11月）に開催された2019 WBSCプレミア12で、「侍JAPAN（野球日本代表）」を大会初優勝に導いた選手から、大野、山﨑、松田宣浩・甲斐野央（いずれもソフトバンク）が参加。千鳥・かまいたち・宇垣を相手に、「侍JAPAN」の裏側や、チーム内の選手だけが知る十八番を暴露させた。
- 「打」No.1決定戦 バトスタホームランダービー - 宮根・宇垣・諸國による進行の下に、アシックス製のスイングスピード計測器「SWING ID」を活用した仮想ホームラン競争を織り交ぜた企画で、6名の選手が1対1の対戦形式で2名ずつ挑戦。ティーバッティングの要領で出場選手1名につきバットを3回振らせたうえで、「SWING ID」から推定される飛距離の長さを競った。敗れた選手には、宇垣が文字面を伏せた状態で提示する3枚のカード（収録に持参したカバンの中身をテレビカメラの前で宮根に見せる「カバン」、契約交渉の内幕や他の選手の素顔を明かす「暴露」、他の選手のフォームを真似る「モノマネ」）から1枚を引かせたうえで、引いたカードに沿って罰ゲームを課した。結局、吉田正尚（オリックス）が山田との決勝を制した末に優勝。山田は「モノマネ」のカードを引いたものの、「収録の時間に余裕がない」との理由で罰ゲームを免除された。

2018年度
読売テレビ開局60周年記念企画として実施。
ゲーム
- 「投」No.1決定戦 ピッチ・ザ・ターゲット -　2017年度まで実施されていた「ムービング・ピッチ」（後述）を、予選・決勝の2ステージ制によるピッチングバトルに改めた。8名が出場した予選ステージでは、投球位置からバッテリー間の距離と同じ18.44m先に立てたフェンスの上に、得点（10点・20点・30点・50点）が記された円形の的をランダムで複数枚固定。「出場選手1名につき持ち球は8球」「持ち球1球につき45秒以内に投球」という制限を設けたうえで、8球で射抜けた的の総得点数の上位2名に、決勝ステージへの進出権を与えていた。最後の1球は「ボーナスポイント」扱いで、的を射抜いた場合には、その的に記された点数の2倍の得点が付くようになっていた。決勝ステージでは、円形の的を裏返す格好でフェンスに固定させた障害物の後ろで水平方向へ移動する的を射抜けるまでのタイムを競った。ルール上は的を狙う前に障害物を射抜くことも認めていたが、最初に登場した涌井秀章（千葉ロッテマリーンズ）が、「1球で的を射抜く」という公約を4秒28というタイムで実現させた末に優勝。
- 「守」No.1決定戦 サーキット レーシング - 杉山愛がゲストとして参加する競技として、2017年度に始まったタイムトライアルを「技」No.1決定戦の予選ステージへリニューアル。4つのハードルを飛び越える第1ゾーン、高低差のある大小5つの平均台を走り抜ける第2ゾーン、タイヤの上に乗った状態で腕力だけで綱を引きながらタイヤごと移動する第3ゾーン、グローブを付けて杉山の打つ高速サーブボールを捕球した後に杉山側のゴールネットへ送球する第4ゾーン、上に壁のついたゲートをヘッドスライディングで潜り抜けフラッグを掴む第5ゾーンで構成されていた。出場選手（12名）からタイムの速い順に、4名が後述する「技」No.1決定戦へ進出。
- 「技」No.1決定戦 パワー・ザ・バッティング - 「守」No.1決定戦の準決勝・決勝として1対1形式で争われたトスバッティング形式の競技で、対戦する2名の選手の間に巨大な壁を設置。選手と正対する格好で壁の両側に描かれた的を狙いながら、その壁を打球で先に射抜いた選手を「勝者」とみなした。2017年度までと異なり「守」No.1決定戦だけで優勝者を決めるのではなく、パワー・ザ・バッティングの決勝で勝利した藤岡裕大（ロッテ）が「守」No.1決定戦を含めての優勝者として扱われた。
- 「脳」No.1決定戦 ブレインシェイク - 動体視力と直感力を競う2ステージ制の競技として、2018年度から新たに実施。予選ステージでは図柄や文字（一問目は漢字5文字、二問目は数字9桁、三問目はNPB12球団ロゴマーク6個×2列配置）をモニターへ3秒間映し出した後に、リーグ単位で各チームから1名ずつ出場した選手に対して、二者択一方式で正解（モニターへ実際に映し出された図柄や文字）を選ばせた。選択肢のスペースには椅子が置かれていて、不正解の場合にはその時点で脱落。問題が進むたびに椅子取りゲームの要領で、椅子の数を減らしていた。決勝ステージでは、あだち充原作のテレビアニメ『MIX』（読売テレビの制作で2019年4 - 9月に放送）とのコラボレーション企画として予選を勝ち抜いた2名の早押しで『MIX』のイラストを用いた1問1か所の間違いを答える2問先取の早押し間違い探しクイズを実施。
- 「絆」No.1決定戦 ムカデ・ザ・トリプル -  後述する2017年度と同じルールで実施したが、1回のレースで決着させる方式に変更。セ・パ両リーグの1位から、タイムの速いチームを優勝とみなした。

バックステージ企画
- トークスタジアム - テーマに沿った3名の選手が登壇したうえで、宮根やブラックマヨネーズが提示する質問に応じてトークを展開。女性MCの新川に加えて、銀シャリが「パネラー」として同席していた。「話術No.1決定戦」として2014年度から始まった企画だが、後述する2017年度までの内容と違い「話術No.1」の選定はなし。「SNS大好き!!プロ野球選手」（山﨑康晃（DeNA）・山川穂高（西武）・外崎修汰（西武））、「奥様大好き!愛妻家プロ野球選手」（安部友裕（広島）・松田宣浩（ソフトバンク）・涌井秀章（ロッテ））の2テーマが行われた。
- 「打」No.1決定戦 バトスタホームランダービー - 宮根・新川・諸國による進行の下に、最新型バッティングシミュレーター「PERFECTION」を活用したホームラン競争を織り交ぜた企画。8名の選手が挑戦し、一戦に付き2名の選手が一対一で出場選手1名につきティーバッティングの要領でバットを8回振らせて、推定飛距離から「本塁打」と判定されるスイング本数を競った。予選・準決勝・決勝の3ステージを経て、柳田悠岐（福岡ソフトバンクホークス）が優勝。敗れた選手には、新川が表を伏せた状態で提示する「財布」（収録に持参した財布をテレビカメラの前で宮根に見せる）・「暴露」（契約交渉の内幕や他の選手の素顔を明かす）・「モノマネ」（他の選手のフォームを真似る）のカードから1枚を引かせたうえで、引いたカードに沿って罰ゲームを課した。

2017年度
ゲーム
- 「投」No.1決定戦 ムービングピッチ -　出場選手1名につき「持ち球」を3球用意するとともに、投球位置からバッテリー間の距離と同じ18.44ｍ先に直径60cmの的を設置。的の前で水平方向へランダムに移動するポールを避けながら、1球につき制限時間の10秒以内で、持ち球を投げ切るまでに的を射抜けるかを4ステージ制で競う。最前方の1本のポールのみの水平移動から始まり、ステージ2は後方のポール4本の水平移動、ステージ3は最後方の的の水平回転、最終ステージは的の上下移動が追加される。ステージ3までは前年と同じ趣向だが、最終ステージの上下移動は、「バトルスタジアム委員長」の吉田からの提案を基に追加された。
- 「力」No.1決定戦 パワー・オブ・ディスタンス - 重りの載せられた重さ400kgのカートを助走をつけ押してどれだけ遠くに飛ばせるかを競う。長さ40m・25m以降は上り坂の直線コースが用意され、カート下部前方についた後退時に分離される青いポインターの先端部分までの距離を記録とする。助走時に助走エリアの制限ラインから一歩でもはみ出ると失格。各球団1名ずつで1回目を行い上位4名で決勝として2回目を行い、合計距離で優勝を決定する。
- 「守」No.1決定戦 サーキット レーシング - 守備に必要な5つの能力を試す障害を備えた100mのコースを駆け抜けるタイムレース。4つのハードルを飛び越える第1ゾーン、高さ60cmの低く貼られたロープをくぐる第2ゾーン、高さ3mの壁をロープを使い上り斜面を滑る第3ゾーン、グローブをつけ杉山の打つボールをキャッチし杉山側のネットへ送球する第4ゾーン、ボタンを押し降りてくる壁をヘッドスライディングで潜り抜け壁を破壊すると失格となる第5ゾーンで構成される。ちなみに、杉山が姿を現したのは、第3ゾーンのルール説明からだった。
- 「絆」No.1決定戦 ムカデ・ザ・トリプル - リレー形式のムカデ競走。3周制で1周目は第1走者1人、2周目は第1・第2走者が両足をバンドで繋ぎ、3周目は第3走者を追加し全員で走りチーム3人目の後ろ脚がゴールラインを通過するとゴール。バンドが外れた場合は繋ぎ直し再開可能だが、外れたまま走った場合は失格。リーグごとに予選を行い、セ・パ上位2チームずつで決勝を実施。

バックステージ企画
- 話術No.1決定戦　トークスタジアム - 後述する2014年度と同等のルールで実施。

特別企画
- 「打」No.1決定戦番外編 宮根からの挑戦状　VS魔球 - ジャイロ技研が開発したスーパーピッチングマシンの放つジャイロボールと対決し、ホームランを打てるかを競う。ボール以外はすべてアウトとする3アウト制で1本でもホームランを打てれば選手の勝ち。他の種目にも参加していた西川遥輝（北海道日本ハムファイターズ）、山川穂高（埼玉西武ライオンズ）、大山悠輔（阪神タイガース）が特別に挑戦した。木製バットでの挑戦ではいずれもアウトになったが、金属バットで打つことを条件に再び挑戦したところ、大山が唯一ホームランを放ったため『「打」No.1』の称号を得た。この種目のみ大阪城公園内の軟式野球場で収録したため、稲村がMC、立田が進行と実況、石井一久が解説を担当。ブラックマヨネーズは姿を見せず、宮根は「上記の3選手に挑戦状を突き付ける」という役回りで、別途収録のオープニング映像にのみ登場した。

2016年度
ゲーム
- 「投」No.1決定戦 ムービングピッチ -　出場選手1名につき「持ち球」を3球用意するとともに、投球位置からバッテリー間の距離と同じ18.44ｍ先に直径60cmの的を設置。的の前で水平方向へランダムに移動するポールを避けながら、1球につき制限時間の10秒以内で、持ち球を投げ切るまでに的を射抜けるかを競う。予選については、3つの競技ステージを設けたうえで、ステージが上がるごとに移動するポールの数が増えるように構成。的自体にも、「ステージ3」（予選の最終ステージ）で水平方向へランダムに移動させたり、決勝（ファイナルステージ）で水平移動と回転を繰り返したりするなどの趣向を凝らしている。
- 「力」No.1決定戦
  - 予選：パワー・ザ・プッシュ - 約50kgのタイヤを自力で押しながら、30m先のゴールを目指すレース競技。セ・リーグ予選とパ・リーグ予選を別々に実施したうえで、各予選の上位2選手が、後述する決勝に進出した。
  - 決勝：パワー・ザ・スクラム - 1本のバーを2人の選手で押し合う競技で、1回の制限時間を90秒に設定。相手を3m先のデッドゾーン（または同ゾーンに近い場所）へ押しやった選手を「勝利」とみなす。第1・第2試合は、前述した予選の結果に沿って、リーグ対抗戦形式で実施。両試合に勝ち抜いたパ・リーグの選手が、決勝戦で対決した。
- 「守」No.1決定戦 カミワザキャッチング - 天井の照明をすべて点灯させた状態で、高さ約20mの天井から落下するボールが地面に付くまでに、ダッシュやダイビングでボールを捕れるかを競う。落下地点から40m離れた位置をスタート地点、コースの後半に仕掛け（段差や上り坂）を設定。出場選手がコース中のボタンを押すと、ボールが落下する仕組みになっている。かつて実施されていた「スーパーキャッチ」のパワーアップ版に当たる競技で、1回目の試技では、ボタンの設置場所から落下地点までの距離を17mに設定。捕球を成功させた選手には、距離を18mに伸ばしたうえで、2回目の試技に臨ませた。
- 「絆」No.1決定戦
  - 予選：トリプルアジャタ - 「アジャタ」（6人1組の競技玉入れ）を、1チーム3人制（トリプル）でリーグ別に実施。「持ち球」（60球）とアンカーボール（1球）を全て籠に入れるまでのタイムを競う。各予選で最も速いタイムを記録したチームが、決勝に進出。
  - 決勝：クレイジージャンパー - 前述した予選を勝ち抜いた2チームが賞金100万円を賭けて争う競技で、同心円状に配したコートの中を回り続けるバーを、3人の選手がコート内の3箇所で跳び続ける。10秒ごとに5段階にわたってバーの回転速度が上がる仕組みで、1人の選手も脱落しないまま長く跳躍を続けたチームを「勝利」とみなす。実際には、中日とソフトバンクで争ったところ、中日チームの平田が跳躍中にバーを折ったためソフトバンクの勝利（「絆」No.1）が決まった。

バックステージ企画
- 情報ライブ　ミセテ屋 - 『情報ライブ　ミヤネ屋』にちなんだ企画で、かつて同番組でコンビを組んでいた宮根・川田と、競技パートに出演しない石井が出場選手の控室を訪問。番組側で用意したカードから1枚を選手に引かせたうえで、そのカードに書かれている私物（財布や腕時計など）を紹介する。なお、放送中のタイトルロゴには、『ミヤネ屋』と同じ様式を使用。紹介に協力した選手には、「報酬」という名目で、同番組グッズのクオカードを進呈した。
- 話術No.1決定戦　トークスタジアム - 後述する2014年度と同等のルールで実施。小杉と黒木がMC、吉田が「チーム吉田の監督」（参加選手によるトークの判定役）、スペシャルゲストの土性・登坂が「チーム吉田のコーチ」という肩書で参加した。

2015年度
ゲーム
- 「投」No.1決定戦 ピッチ・ザ・ターゲット - バッテリー間距離と同じ18.44ｍ先に置かれた的を狙いコントロールを競う。予選では90cm四方の的を狙いどれだけ中心近くに投球できるかを争い、決勝ではセ・パ上位2名ずつの計4名で5☓5マスの的をオセロの要領で奪い合う陣取りゲームを実施した。パ・リーグの予選では、松井裕樹以外の決勝出場者が決まらなかったことから、松井以外の出場者で急遽2回目の予選を実施。その結果、武田翔太が2位扱いで決勝に進出した。
- 「走」No.1決定戦 ダイヤモンドダッシュ - 2名で対戦、内野ダイヤモンドを模したコースを一周した後マウンドの位置にあるフラッグを早くつかんだ選手が勝利。
- 「打」No.1決定戦 クラッシュアーチスト - トスバッティングで5枚の板を貫通させてから、30m先に設置したネットのどの高さまで到達するかを競う。
- 「守」No.1決定戦 カミワザキャッチング - 高さ2mの“外野フェンス”に向って投手が投げたボールを、野手がクリアゾーンで捕れるかを競う。
- 「絆」No.1決定戦 馬跳び日本シリーズ - 2012年度以来の実施。往復50mの距離を馬跳びのリレーで走り抜けるタイムを競う。セ・パ各リーグで予選を行い、各リーグ1位チーム同士で決勝戦を実施した。

バックステージ企画
- 「話」No.1決定戦 トークスタジアム - 後述する2014年度と同等のルールで実施。

2014年度
ゲーム
- 「投」No.1決定戦 スルーザストライク - バッテリー間距離と同じ18.44ｍ先に置かれた4種の的（ステージ1：ストライクゾーンより一回り大きい的、ステージ2：右打者の外角、ステージ3：左打者の外角、ステージ4：障害物の間）を順番に倒していきコントロールを競う。4種全てを倒すと最後にプレートと的の間に柱が立つ「究極の的」の挑戦権を得られる。
- 「走」No.1決定戦 スティールキング - 野球の塁間と同じ27.43mの距離を駆け抜けるタイムを競う。
- 「守」No.1決定戦 ショートバウンドサバイバル - マシンからノックのように放たれる通常バウンド、高いバウンド、低く速いバウンドと難易度の上がる3種のバウンドボールの2バウンド目をショートバウンドでキャッチする。
- 「打」No.1決定戦 スイングクラッシュ - まず予選でトスバッティングの打球スピードを競い、上位4名による決勝ではトスバッティングで選手の前の15枚の発泡スチロールの壁を打ち抜いた枚数を競った。
- 「絆」No.1決定戦 トリプルタッグ - 各球団のチーム全員が参加する綱引き競技。予選では4方向、決勝では3方向に別れた綱を使い各チーム背後にあるボタンを最初に押したチームが勝利。

バックステージ企画
- 「話」No.1決定戦 トークスタジアム - 1軍（8名）とファーム（4名）に分かれ、吉田の采配のもと各球団の代表者が自慢のトークを披露し、1軍の8名の中で誰が一番トークが面白かったのかを決めるコーナー。あまりにもひどいトークをした選手はファームに降格されるルールもある。逆にファームの4名の中でトークが面白い選手がいると昇格できる場合もある。

特別企画
- もう一度見たい!レジェンドベスト10 - 「プロ野球12球団インドア競技大会」以来30年間の名選手をランキング形式で紹介。

2013年度
ゲーム
- 勝利の方程式リレー（全員参加）
- スポフェステニスバレー　- 吉田が審判を担当。実質的にバレーボールだが、テニスのように一度バウンドさせてから打ち返す。プロ野球選手4チームによるトーナメントで勝ち残った「チームグリーン」が、スペシャルマッチで、元ビーチバレー選手の浅尾がいる「宮根オールスターズ」に勝利した。
- ピッチングレスキュー　- 各チーム2名が参加。片方は捕虜として檻に入れられ、中の風船がだんだん膨らんでいく。もう片方はピッチャーマウンドからキャッチャーミットを模した的に向かってボールを投げ込む。的は大中小の3つがあり、1つの的を5球以内で射抜き、全ての的を射抜けばクリアとなる。5球以内に的を射抜けなかった時点で即アウトとなり、檻の中の風船が破裂するまで膨らみ続ける。
- マジックホームラン　- 各チームを代表するスラッガーが出場したホームラン競争。大阪城ホールのアリーナの一部をダイヤモンドに見立てたうえで、スタンドの一部を「ホームランゾーン」として、観客が支える色付きの大型フラッグシートによって複数のエリアに区別した。出場選手は、打席に入る前に、色を消したいエリアを指定。その選手がホームランを2本放つと、指定した色のシートを畳むことでエリアを消す代わりに、ホームランエリアが狭くなる趣向になっていた。エリアが消滅するたびに、ムーディ勝山か木村卓寛（天津）がスタンド中段に現れて、ネタを披露することが特徴。
- 突撃!だるまさんがこ～ろんだ - 各チーム2名ずつ参加。平成ノブシコブシに止まっている時の動きを監視されながら、途中にある4つのゾーン（匍匐前進・ハードル・動物のモノマネ・飴探し・片足立ち）の条件をクリアし、宮根の横にあるボタンを押してゴールとなる。3名がボタンを押した時点で終了。
- ガチンコ日本シリーズ -　以上のゲームの総得点で上位になった「チームレッド」（1位）と「チームイエロー」（2位）による優勝決定戦 
  - ゴムパッチンバトル　- 白いゴムの一端を参加選手の口にくわえさせたうえで、噛む力でゴムを押さえて引っ張り合う綱引き風の対決。一方の選手の口からゴムが放れた時点で、その選手は負けになる。ただし、勝った選手は放たれたゴムが顔に当たって痛い思いをする。「チームレッド」（則本）が「チームイエロー」（秋山）に勝利。なお、秋山はゴムを離しておらず、噛んでいたところからゴムがちぎれたのだが、その際にちぎれなかった部分が口の中に残り、ちぎれたゴムと糸のようにつながったままになったので、則本の顔にゴムが当たることはなかったが、秋山がゴムを離したと判定された。
  - ランニングクイズバトル - 両チームから2名の選手がペアで出場。1名の選手が「走者」としてランニングマシンの上を走る間に、「解答者」役の選手が、尾山憲一（読売テレビのスポーツアナウンサー）から出されるクイズに答えた（誤答の場合にはマシンの設定速度が上昇）。「チームイエロー」（森福・銀次）が「チームレッド」（藤浪・小川）に勝利。
  - パンストバトル - パンティストッキングの一端で参加選手の頭および顔を覆ってから、頭でストッキングを引っ張り合う綱引き風の対決。一方の選手の頭からストッキングが外れた時点で、その選手は負けになる。同じ趣向で相撲を実施したこともあった。2013年度には、「チームレッド」（菅野）が「チームイエロー」（内川）に勝利。この勝利によって、「チームレッド」の優勝が決まった。

バックステージ企画
いずれも、ゲームの合間や終了後に収録。
- タイムクエスチョン - バックステージの白い特設ボックスへ招いた選手に対して、別室から平成ノブシコブシが次々と質問を投げ掛ける企画。面白い回答をしない限り外には出られないようになっている。
- 覆面座談会 - ブラックマヨネーズが進行。何らかの変装を施した選手[注釈 17]が、ブラックマヨネーズが投げ掛ける「野球界の噂」に対して、赤玉（ホント）か白玉（ガセ）を箱に入れることで噂の真偽を示していた。
- 子どもにおすすめ　スポーツランキング - 「宮根オールスターズ」のメンバーである元アスリート（都並・内藤・武井・浅尾・潮田）と、プロ野球選手代表（山本昌・中田・藤浪・菅野）によるトークを通じて、子どもに勧められるスポーツのベスト5を決定した。

2012年度
ゲーム
- 勝利の方程式リレー
- ピッチングブロック崩し
- ときめきドッジボール
- ドリームマッチ - 各球団のエース級の投手が、少年野球のスラッガーや少女選手と対決したセ・パ対抗企画。大阪城ホールのアリーナの一部をダイヤモンドに見立てたうえで、スタンドの一部に設けられた「ホームランゾーン」に打球が飛べばホームランと判定された。少年・少女選手が、打席に入る前のインタビューで、相手投手への挑発や皮肉を交えたコメントで場内を沸かせることが特徴。なお、スタンドに飛び込んだホームランの数で点数を競う趣向は、2013年度の「マジックホームラン」に引き継がれている。
- パワフルボウリング360 - 各球団から参加のスラッガーが、若手芸人や司会の宮根が入ったボウリングピン状の巨大着ぐるみに向けて、棒の上に静止させたバレーボールを金属バットで打ち込むセ・パ対抗企画。挑戦回数は1選手につき2回で、田中将大が東北楽天ゴールデンイーグルスから参加していた時期には、途中からピンの着ぐるみに入るシーンが見どころになっていた。
- ぶら下がりバトル!
- ダンスバトル! - 参加選手の手足に複数の歩数計を付けた状態で、音楽に合わせて1分間に踊った回数を競う企画。
- パンストバトル!
- 12球団対抗 馬跳び日本シリーズ - 開始当初からの企画。一時中断していたが、2012年度に復活した。

バックステージ企画
- ～未来のプロ野球を考えよう～黄金世代に物申す!! - 宮根・ブラックマヨネーズの進行によるトーク企画で、田中、斎藤、沢村、坂本、前田、塩見、伊志嶺が出演。
- オリラジ藤森のチャラチェック - 藤森慎吾（オリエンタルラジオ）による出場選手のファッションチェック
- ミヤネのオフ会 - 宮根の進行で、ゲームに出場しない宮本慎也・中村剛也が出演。

2011年以前には、「コントロールサバイバル（ストラックアウト）」「ノックコントロール」「障害物リレー」「三輪車リレー」などのゲームや、参加選手による「子ども野球教室」などを実施。ゲームでは、福岡ソフトバンクホークスの捕手として参加していた的場直樹などが、「珍プレー」で場内を沸かせていた。
また、金本知憲が阪神タイガースの選手として参加していた時期（2009年度まで）には、金本が司会・スタッフを巻き込みながら共演の長州小力にドッキリを仕掛ける企画が定着。宮根が初めて司会を務めた2010年度の放送では『ミヤネ屋』のパロディ企画として、「熱闘ライブ 一日限りのミヤネ野球」というトーク企画が放送された。
なお、諸般の事情で収録に参加しない選手も、VTRを通じてバックステージ企画や特別企画へコメントを寄せることがある。2014年度からは、NPBの歴史を彩った名選手・当該年度に現役を引退した著名な選手が過去に収録へ参加した際のダイジェストVTRも随時放送している。
2013年から2017年まで日本ハムに在籍していた大谷翔平は、在籍期間中に一貫して大阪城ホールでの収録や競技に参加しなかった。そのため、自主トレーニング中の大谷を宮根・ブラックマヨネーズ・番組スタッフのいずれかが訪れたうえで、単独インタビューや特別企画を収録。収録したVTRを、2013年度の放送から随時流してきた。2017年度には、放送の前にロサンゼルス・エンゼルスへの移籍が決まったため、過去のVTRの総集編を組み込んだ。

## スタッフ

### 現在のスタッフ（2025年1月5日放送分）
- 主催：一般社団法人日本プロ野球選手会（2021年は特別協力）、讀賣テレビ放送株式会社（2021年は不参加）
- 特別協賛：大和地所（2025年）
- 構成：八木晴彦、田中孝晃（田中→2017年-）
- ナレーター：鹿瀬ハジメ（2024年-）
- 場内アナウンス：平松翔馬（ytvアナウンサー、2023年-、2019,2020年は競技アシスタント、2022年は競技実況）
- イベント進行：諸國沙代子（ytvアナウンサー、2023年-、2016年はイベントアナウンス、2018,2019,2021年はナレーター、2020年は競技アシスタント）
- イベント統括：三波慎一（東通企画、2019年までと2022年-、2020年はイベント総括）
- イベントスタッフ：花房政寿（ytv、2025年、2015年はAP、2016-2021年はプロデューサー）、中林裕登（ytv、2025年）、松井陽生（ytv、2024年-）、但馬晋二（ytv、2025年）、三木章太郎（2025年、2018,2020年はENG D、2022,2023年はD、2024年は舞台監督補）、坂本知世（ytv、2023年-）、小田賀優介（2023年-）、丸本晃大（2025年）、青木芳人（ytv、2018,2024年-、2017,2019,2020,2022,2023年はENG D）、飯田隆之（ytv、2018,2023年-、2014,2016,2019-2021年はD、2015年はイベントFD）、谷脇十夢（ytv、2017-2020,2022年-、2014年はイベントFD、2015,2016年はENG D）、山田芳治（ytv、2025年、2013年はイベントFD、2014年はプロジェクターD、2015-2019年はD、2020,2022年はENG D）、尻無浜啓祐（2018-2020,2022年-、2017年はENG D）、後藤琢眞（2025年）、山村伸悟（2023年-）、岡崎雅哉（東通企画、2022年-、以前も担当）、北村崇（東通企画、2018-2020,2022年-）、増田沙弓（2022年-）、笹井菜由（2024年-）、長瀬瑠那（2024年-）、久留須弘和（2022年-）、音頭雄太（2025年）、大出幸子（2025年）、吉田かおり（2019,2023年-）、濱洲拓矢（東通企画、2022年-、以前も担当）、東峯えり（2022年-）、西古倫（2024年-）、小鉢誠治（東通企画、2020,2023年-）、中野龍一郎（2024年-）
- 場内テロップ：室井明彦（2023年-、2022年はテロップ）
- CG：伊藤範之（2015-2020,2022年-）、宮井博章（2015年-）
- 運営協力：七旺、チケットぴあ（共に以前も担当）、ZeaLs（2025年）、読売テレビエンタープライズ（2022年-）
- プロモーション：森脇征大（ytv、2025年、2024年は宣伝）
- 事業：竹内祐輔（ytv、2020年までと2022年、2021年はAP）、南めぐみ（2023年-）、 乙川久美子（2024年-）
- AD：中村柾之（2023年-、2020,2022年はイベントスタッフ）、廣川みなみ（2024年-）
- TD：沖田一剛（ytv、2025年、以前はMIX）
- SW：野口忠繁（ytv、2024年-、2018,2020,2021年はCAM）
- CAM：大矢晃平（ytv、2024年-）
- MIX：畑仲豊萌（2025年）
- VE：池見憲一（ytv、2020年-）
- LD：河戸将克（ytv、2025年）
- モニター：山之内寿（2017-2020,2022年-）
- アンケートシステム：西村聡（ytv、2023年-）、藤本駿（2024年-）、久保凛太郎（2024年-）
- 編集：浅田邦裕（フリー・フォーム・カンパニー、2020年までと2022年-）、田中博文（2024年-）、福島耕治（2023,2025年）、佐竹泰昭（2019,2021,2022,2024年-）
- ポスプロ：松元篤史（2017年-）、坂上莉奈（2021年-）
- MA：六車誠（2021年-）
- 音効：副島圭祐（2022年-）
- 技術協力：ytv NexTry（旧映像企画、サウンドエフェクト）、関西東通（旧大阪東通→東通大阪支社）、東通Infinity（旧東通AVセンター）、ハートス、wish（wish→以前も担当）、教映社、FFC、東京光音、大阪音研（大阪→2022年-）、メディアキャリー（メディア→2019年-）、LSP（2022年-）、brave soft（2023年-）
- 美術プロデューサー：伊藤大樹（ytv、2024年-）、狩谷穂波（ytv、2025年）
- 美術進行：宮崎友紀（2022年-、2016-2021年は大道具）
- 大道具：合六健二郎（2024年-）
- 小道具：加賀谷寿雄（2018年-）
- 会場映像機器(2025年)：増山祥太（2025年）
- 特殊効果：石本貢司（2021年までと2023年-）
- 美術協力：つむら工芸、高津商会、LED TOKYO、ロジスティード西日本、東京衣裳、A.I.C、エイデック、アイディアリミックスクラブ（エイデック→2023年-、ロジ→2024年-、LED・アイディア→2025年、東京→以前も担当）
- 制作協力：吉本興業、東通企画（東通→2022年-、以前も担当）、レジスタエックスワン（2015年-）、日本テレビ（2016年-）、札幌テレビ（2016-2021,2023,2025年）、中京テレビ（2016-2019,2021,2023年-）、広島テレビ（2016-2022,2025年）
- ディレクター：三木康裕（2023年-、2022年はAD）、堀庭裕平（2025年、2022-2024年はAD）、工原航（2023年-、2019-2022年はAD）、滝村展宏（レジスタX1）、増田恒輝（2025年、2022,2024年はイベントスタッフ）
- アシスタントプロデューサー：宇野佳永子（2022年-、2021年まではデスク）
- 演出・CD：林龍之介（ytv、2022年-、2016-2018年はAD、2019-2021年はD）
- プロデューサー：江藤美佳（ytv、2023年-、2022年はAP）
- チーフプロデューサー：古島裕己（ytv、2023年-）
- 制作著作：ytv（読売テレビ）

### 過去のスタッフ
- チーフプロデューサー：福田尚志・萩原大・田中淳裕（ytv）
- プロデューサー：萩原大・福井健司（ytv）、山本陽（ytv、2022年、2021年は演出）
- 演出：田中雅博・宮内崇志（ytv）
- 演出・CD：髙(高)柳康（ytv、2015年は演出のみ、2018年まで）
- チーフディレクター：廣田晃二（ytv、2021年、2015年はAD、2016-2018年はD、2019,2020は演出兼務）
- ディレクター：山本大翔（ytv、2022年）
- 演出補：山口剛正（ytv）
- AD：馬見新健介（ytv）、森山正和（2019,2020年）
- アシスタントプロデューサー：安井祥人（ytv）
- 構成：海老根豊、友光哲也（友光→2017年）、根宜利彰（2018年まで）、村井聡之（2019年まで）
- ナレーター：オオヌキタクト、川田裕美（当時ytvアナウンサー）、中矢由紀（中矢→2016年）、虎谷温子（ytvアナウンサー、2017年）、藤田勇児（2021年まで）、林マオ（林→ytvアナウンサー、2021年）、中村秀香（ytvアナウンサー、2022年）、岩原大起（ytvアナウンサー、2022,2023年）
- 場内アナウンス：本野大輔（ytvアナウンサー、2019年）、尾山憲一（ytvアナウンサー、2020,2022年、2018年までは実況、2019年は競技実況）
- 競技実況：立田恭三（ytvアナウンサー、2020,2021年）、大野晃佳（ytvアナウンサー、2023,2024年）
- イベント進行：足立夏保（ytvアナウンサー、2023年）、西尾桃（ytvアナウンサー、2024年）
- イベントDJ：パトリック・ユウ
- イベントアナウンス：増井渚・立田恭三（ytvアナウンサー）
- イベントゲスト：ファイターズガール 讃岐花笑、滝谷美夢、辻菜穂子、西崎光、山口伶奈、吉田桃子（2023年）
- イベント
  - 事業：安井祥人・喜多毅・高槻吉美・大部要子（共にytv、大部→一時離脱►2016年）、中野聖子（2018-2020,2022,2023年、2021年はAP）
  - 統括：村山真司（ytv）
  - 協力P：城下拓也・花田真志・山田貢・嶋和也（よしもとクリエイティブ・エージェンシー）
  - 舞台監督→舞台進行：志水光如（東通企画）
  - 舞台監督：坂谷龍司（ytv、2022年）、斎藤恭仁雄（ytv、2023年、2016,2017年はイベント進行、2018-2022年はCP）、粟津陽介（ytv、2023,2024年）
  - 舞台進行：進藤康菜
  - 選手対応：衣笠築美（ytv、2013年はAD）
  - イベント進行：山本幹男（東通企画）
  - FD：安本浩太・進藤康幸・宮沢一道・中村七瀬（東通企画）、奥橋雅代・林哲・吉井智也（ytv）、高橋宏輔（ytv、2014年はENG D）、中屋敷亮・阪口智稀（ytv）
  - ENG D：中嶋信之・塩田博・中山喬詞・宮本歩美（ytv）、寿木要（BECK）、光岡麦（Dmark）、川畑智史（ytv）
  - 制作：安藤充・大坪正季・川口与至彦・青木芳人（ytv）
- イベントスタッフ(2017年-)：中間利彦（ytv、2017年、2016年はイベントFD）、守本貴則（ytv、2017-2020年、2016年までは事業）、神澤直樹（以前はイベントFD）、佐々木莉里、宮井豊（宮井→レジスタX1）、東友規（ytv、2018年）、加来洋一、中西祐輔（共に2018年、以前はFD）、早川智英、山東寿海、西英太郎（西→レジスタX1）（共に2018年）、山室貴紀（2018,2019年、2017年はENG D、以前はイベントFD）、児島智（東通企画、以前はイベントFD）、玄順俊弘（ytv、2018,2022,2023年、2014年はENG D、2015,2019,2020年はD、2016年はイベントFD、以前は制作）、山本安梨沙、伊藤未来（山本以降→2019年）、吉田卓麻（ytv、2019,2020年、2014,2018年はD、2015,2016年はイベントFD、以前は制作）、千葉雄太（2019,2020年）、太田遼（2019,2020年）、広瀬結花（広瀬→Dmark、2019,2020年）、上門直人（2020年、2019年はENG D）、濱本真治（以前も担当）、下澤稜平（2019,2022年）・諸正義彦（以前はイベントFD、東通企画）、利波敏行（2019,2020,2022-2024年）、鉄矢知輝（2020,2022年）、吉澤順（ブリッジ、2022年）、椿光幸、谷河悠規、安本貴則、吉田隆生（共に2022年）、坪井健太郎、湯徳宗太（共に2022,2023年）、東野伸哉、置名渓吾（共に2023年）、尾池亮介（ytv、2023,2024年、2022年はDで尾地名義、以前はイベントFD）、下北晃功（2024年）
- テロップ：石井正人（2019年まで）、西真田康弘（2020年）
- TM：平松雅之・村上和生・廣畑秀史（ytv）、松浦正和（ハートス→ytv、以前は照明）
- TD：菊地健・小野木晋（ytv）、塚本新一（ytv、2014年はCAM）、窪内誠（ytv、2019,2020年、以前はVE）、米田忠義（ytv、2021年、以前はVE）、谷口英雄（ytv、2022-2024年）
- SW：坂口裕一（ytv、2014,2018年、2015年はCAM）、野平浩二（ytv、2016,2020年、以前はCAM）、井ノ口鉱三（ytv、2019,2021,2022年）、大橋優（ytv、2023年、2022年はCAM）
- CAM：小池一暢（ytv）、加藤裕規（関西東通、2019年）、坂口拓磨（ytv、2023年）
- MIX：小西康元・石川堯洋（ytv）・鈴木直人（ytv、2019年、以前も担当）・正木良（ytv、2020,2021年）、濱田浩平（ytv Nextry、2022年）、三村将之（ytv、2023,2024年、2017,2018年はTD）
- VE：田口護（ytv、2019年、以前はTD）
- LD：松浦正和（ハートス→ytv）、堂免高志（ハートス）、浜野眞治（ytv、2017,2018年）、奥嶋駿介（ytv、2019,2020年）、窪田和弘（ytv、2021-2024年）
- プロジェクター：文字昌史
- プロジェクターD：板澤敬登
- モニター：葛城丈士、文字昌史（文字→2016年）、城下司（2021年）
- ポスプロ：足立広輔、笠井拓郎、橋本智子
- MA：山岡正明、堀内孝太郎
- SE：圓谷真穂
- 音効：鈴木宗寿、村木綾（村木→2019年）、荒畑暢宏（2020,2021年）
- 編集：川畑瑞仁、相根康二（相根→2018年）、鍬田峻史（フリー・フォーム・カンパニー、2019-2023年）、安西沙織（2024年）
- CG：山本正樹、小倉あこ
- スポーツコーダー(2021年)：国部泰治（ytv、2021年）
- PA(2021年)：橋中秀典（2021年）
- 特機(2021年)：高田裕都（ytv、2021年）
- 美術：延澤良一・野沢桃子・箕田英二・上野貴弘（ytv）、石田由（2020年）、尾前江美（ytv、2019-2021年）、松井珠美（ytv、2022,2023年）
- デザイン：山下創平（2024年）
- 美術進行：宮下直子（2021年まで、2012年は大道具）
- 競技進行：筆林宏之（2017,2018年）
- 大津具：磯本則和、榎並彰（榎並→2015年）、山田有持、大森靖之（大森→2022,2023年）
- 小道具：中森正啓、澤田美奈子（澤田→2015年）、長洲史雅
- オブジェ花(2017-2019年)：橋本敦（2017-2019年）
- 電飾：林美香（2016年）、民輪直哉（2017,2022-2024年）
- 特殊効果：上原誕秩（2022年）
- レーザー(2015年-)：上田宗広
- グラフィック：辻佐奈恵（2022,2023年）
- 編成：宇田洵子、岩野哲也（共にytv、2022年）、倉本健次、小川悠（共にytv、2023年）
- 広報→宣伝：仲島景子・松井信博・横山英治・神松一三・吉田雅一・松山有紀・稲葉一隆（ytv）、嶋岡亮介（ytv、2015,2018年）、三輪宗滋（ytv、2016年）、藤生朋子（ytv、2017年）、倉西伸武（ytv、2017,2018年）、村上高明（ytv、2019,2020年）、北本ひかり（ytv、2019-2022年）、伊藤俊介、大津結花子（共にytv、2023年）
- イベント協力：ボーイズリーグ
- 運営協力：アライブエンタテインメント、I&M
- 技術協力：ブロードマックス、札幌映像プロダクション（札幌→2017年）、交野警備陸送、360channel（360→2018年）、エキスプレス（エキ→2018-2020年）、エイデック、ニシ・スポーツ、福建社（ニシ・福建社→2022年-）、サウンドエースプロダクション、NiTRO（サウンド・NiTRO→2023年）
- 美術協力：菊一タオル、笑笑堂、フジアール（フジ→2018年）、アトリエルンル、日光産業（日光→2018,2019年）、ゴーベック・ストレーダーズ（ゴーベック→2020年）、グリーン・アート（グリーン→2022年、以前も担当）、デンコー（デンコー→2022,2023年、以前も担当）、ギミック（2022-2024年、以前も担当）
- 衣装協力：丸高衣料
- 競技協力：大阪体育大学
- 協力：ミズノ、フリー・フォーム・カンパニー、MABU
- 写真協力：アフロ、イメージマート（共に2023年）
- 制作協力：楽天野球団、福岡放送（福岡→2016-2020,2022-2024年）、ミヤギテレビ（2017年-2019,2022年）、データスタジアム（2021年）、スポーツニッポン新聞社（2023年）
- 特別協賛：ダイワハウス（2021年まで）、リポビタン（2022年）

## 他局で行われた同様のイベント
- テレビ東京が当番組と同じ趣旨のイベントとして、毎年12月に首都圏のプロ野球専用球場（横浜スタジアム→神宮球場→東京ドーム）で『プロ野球オールスター大運動会』を開催。同局および系列局で、毎年1月（主として1月1日=元日）に放送されていた。後年はイベントではなく、テレビ東京のスタジオで特別番組『プロ野球夢のオールスタークイズ日本一』を収録。2005年まで、年始に放送されていた。
- 東海テレビでも『プロ野球12球団新春リレーマラソン→プロ野球オールスタースーパーバトル』が毎年12月に名古屋市内で収録（スーパーバトルの会場はナゴヤドーム）、1月3日（のちに1月4日へ移行）にフジテレビ系列で全国放送で行われていたが、2006年を最後に打ち切りとなった。